# Вади деревини

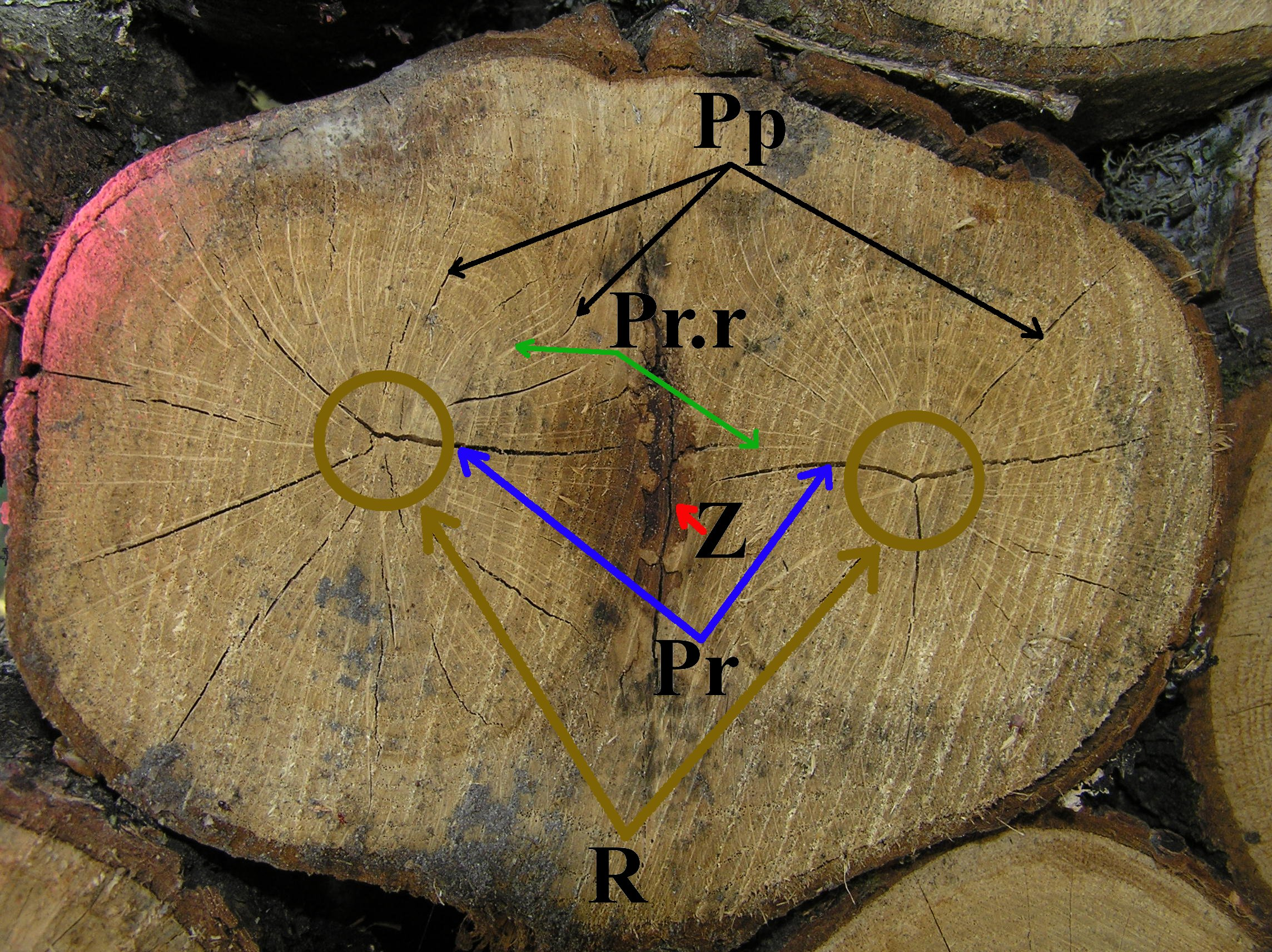
Приклад кількох вад, присутніх водночас на розпилі стовбура дуба:
Pp — радіальні тріщини,
Pr — мітикові тріщини,
R — подвійна серцевина,
Z — прорість,
Pr.r — серцевинний промінь.
Переріз стовбура виявляє овальність.

Вади деревини — особливості і недоліки деревини, як всього стовбура дерева, так і окремих його ділянок, що погіршують її властивості і обмежують можливості її використання.
Природні вади, (на відміну від дефектів обробки), утворюються в процесі росту дерева, через різних кліматичних умов і місця зростання, випадкових пошкоджень, природного старіння, діяльності мікроорганізмів, комах-шкідників і птахів. Вплив вади на якість деревини визначається її видом, розмірами, розташуванням і призначенням пиломатеріалу. Тому вади, небажані в одних видах лісоматеріалів, можуть не братися до уваги в інших і бути бажаними в третіх. Тільки вади, що значно знижують міцність деревини, як, наприклад, гнилі, вважаються безумовними. Деякі вади деревини використовуються в декоративних цілях, у виготовленні меблів та інших виробів.
Дефектами обробки називають вади, що виникають при механічному впливі на дерево або деревину під час заготівлі, транспортування, пиляння. Це найчисленніша група вад.
Найчисельнішою групою природних вад деревини, крім сучків, що являють собою видозміни однієї вади, є вади будови деревини. Всього в Держстандарті 2140-81 занесено 181 різновид вад і дефектів деревини.
Для виявлення та вимірювання вад деревини були розроблені методи гамма-дефектоскопії, а також фотоелектричні, люмінесцентні, магнітні, рентгеноскопічні, акустичні методи. Незважаючи на існуючі способи автоматичної дефектоскопії деревини, основним методом визначення якості деревини залишається візуальний, а найнадійнішим інструментом — людське око.

## Сучки
Сучок — частина гілки, розташована в деревині стовбура.
Залежно від свого стану і ставлення до навколишнього деревині сучки розрізняються на світлі і темні; зрощені, нерощені і випадні; здорові, гнилі і тютюнові тощо. Також вони класифікуються за своїм розташуванням в пиломатеріалі.
На круглих лісоматеріалах розрізняються відкритий і зарослий сучок, який може бути виявлений за позосталим на поверхні здуттям різних видів.
Сучки значно знижують цінність деревини як матеріалу і її сортність. У місцях проростання гілок зменшується міцність, оскільки сучок має власну клітинну структуру, спрямовану під кутом до навколишніх волокон. Присутні у всіх сортах деревини. У процесі розпилювання деревини і висихання незрощені і частково зрощені сучки часто втрачають зв'язок з основою і випадають.
Специфічним різновидом сучка є пасинок.

## Тріщини
- Тріщина — розрив деревини уздовж, рідше поперек волокон. Розрізняти тріщини за видами має сенс тільки у великих сортиментах, в дрібних же тріщини слід розглядати як єдину ваду, виділяючи тільки поперечні і, в деяких випадках, відлуп.
  - Мітикова тріщина, мітик — радіально спрямована тріщина в ядрі, що виникає в зростаючому дереві, відходить від серцевини, але не доходить до його периферії.
  - Відлупина, відлупок, відлуп — тріщина, що виникає в зростаючому дереві, проходить в зоні ядра або стиглої деревини між річними шарами. На торці виглядає як дугоподібна тріщина, не заповнена смолою.
  - Морозобоїна — виникає в зростаючому дереві під час морозу при різкому зниженні температури.
  - Тріщина стиснення — єдиний вид поперечних тріщин. Утворюється в стовбурі молодого подовженого дерева при надмірних навантаженнях.
  - Відщеп — наскрізна бічна тріщина, що виникає при заготівлі або розпилюванні лісоматеріалів і відходить від торця. Входить до групи вад сторонні включення, механічні пошкодження і вади обробки.
  - Тріщина усушки — це зовнішня тріщина, що виникає при висиханні деревини і поширюється від поверхні вглиб. На торці може бути схожою на мітик чи відлуп, що утворюються під час росту дерева.
  - Тріщини, що виникають при розпилюванні, пропарюванні і просоченні деревини.

Види тріщин
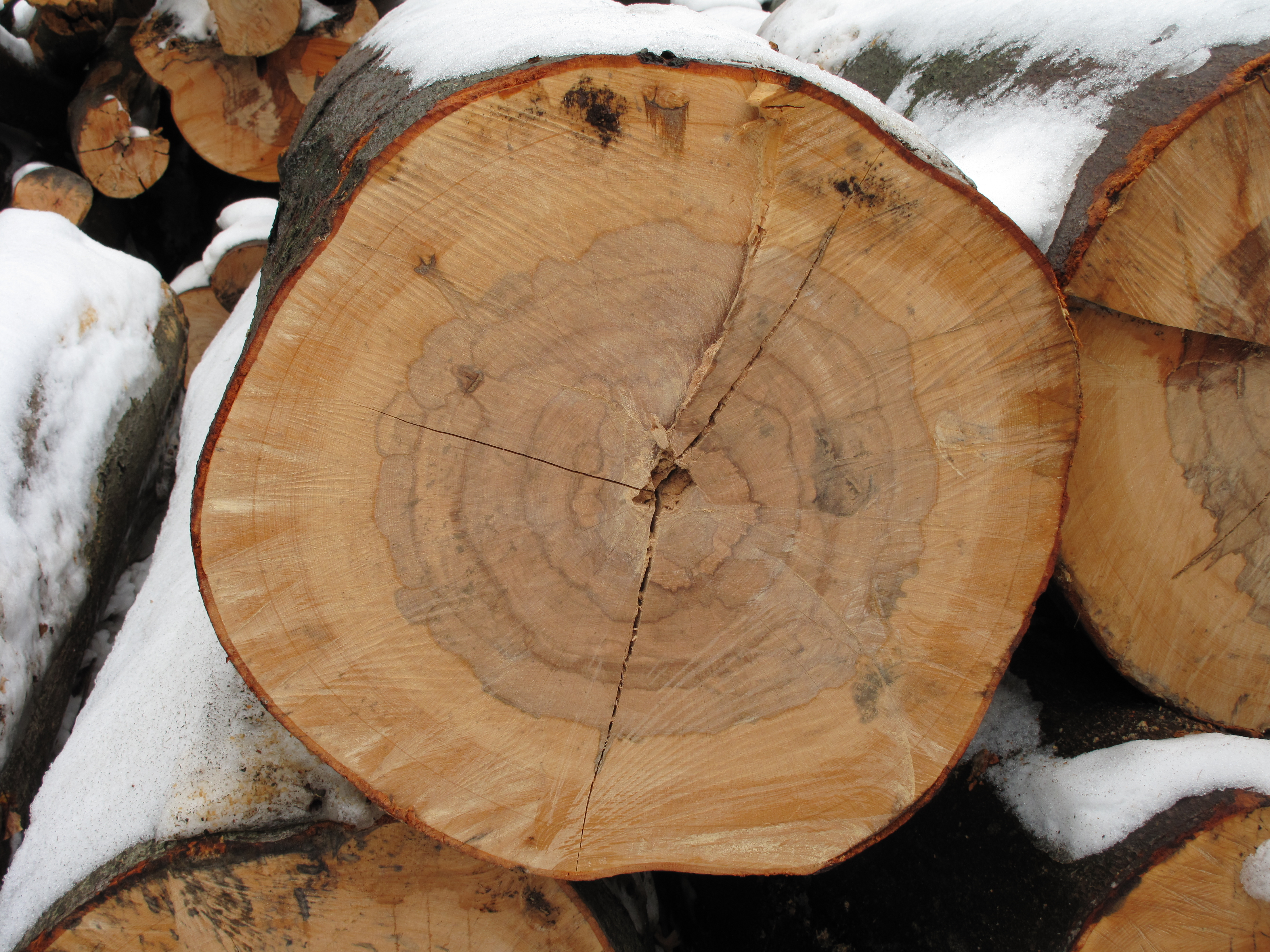
Складний мітик
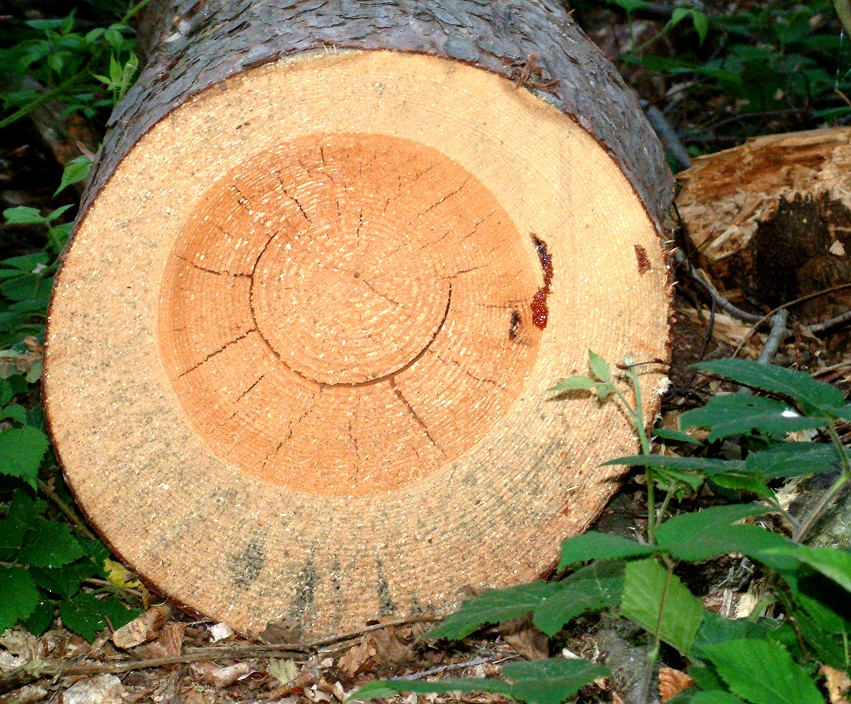
Відлуп і великоболонність
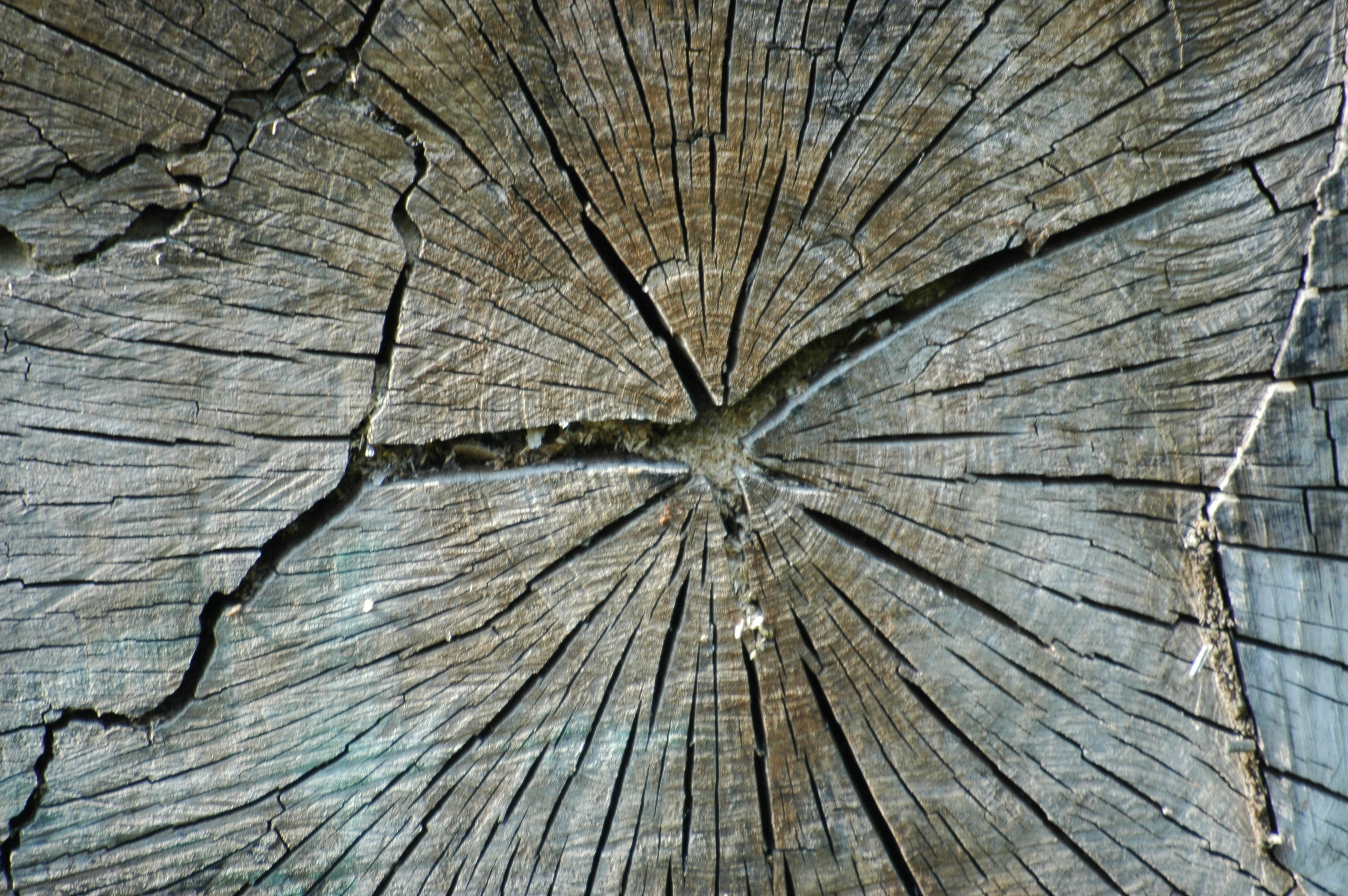
Тріщини усушки

## Вади форми стовбура

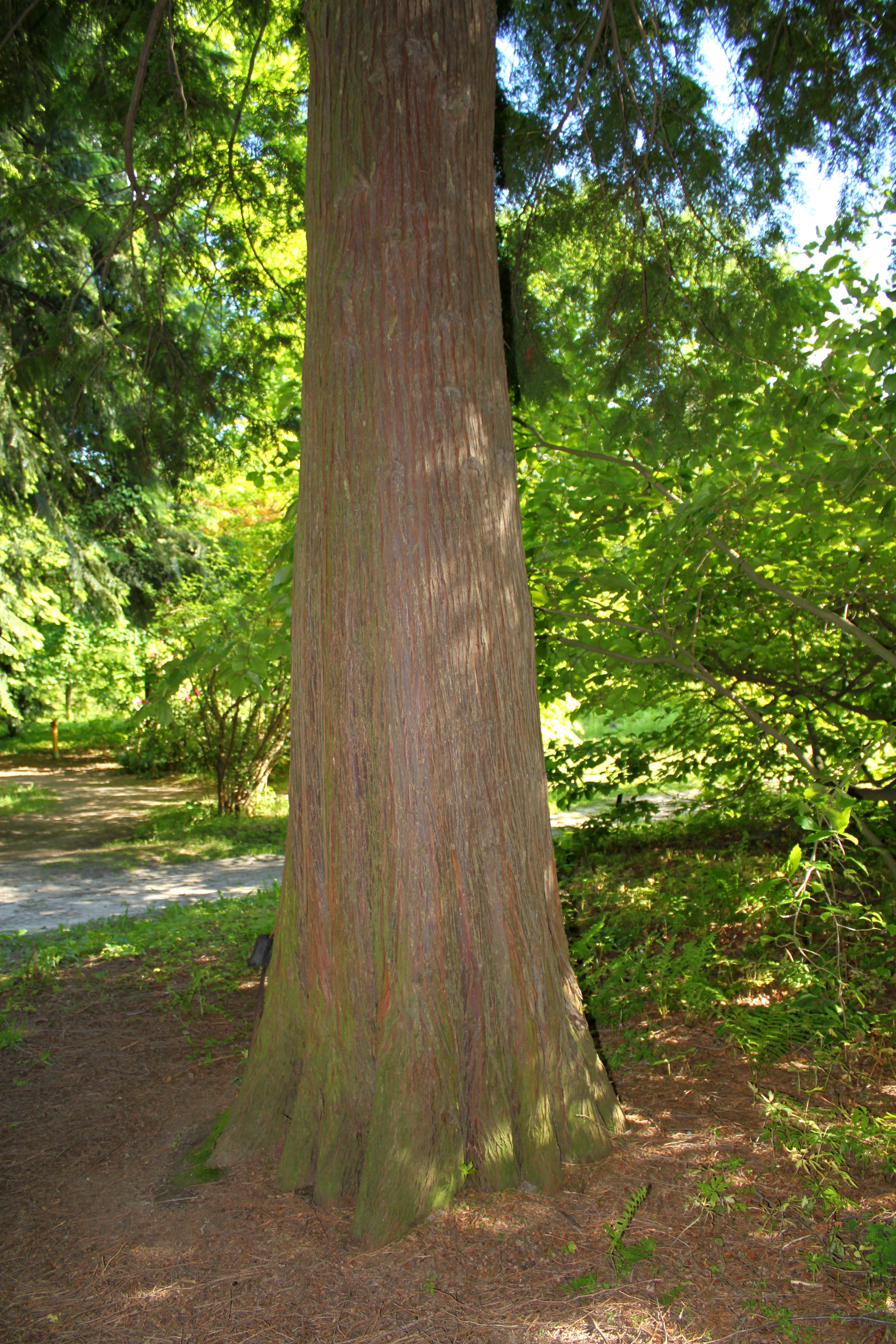
Збіжистість

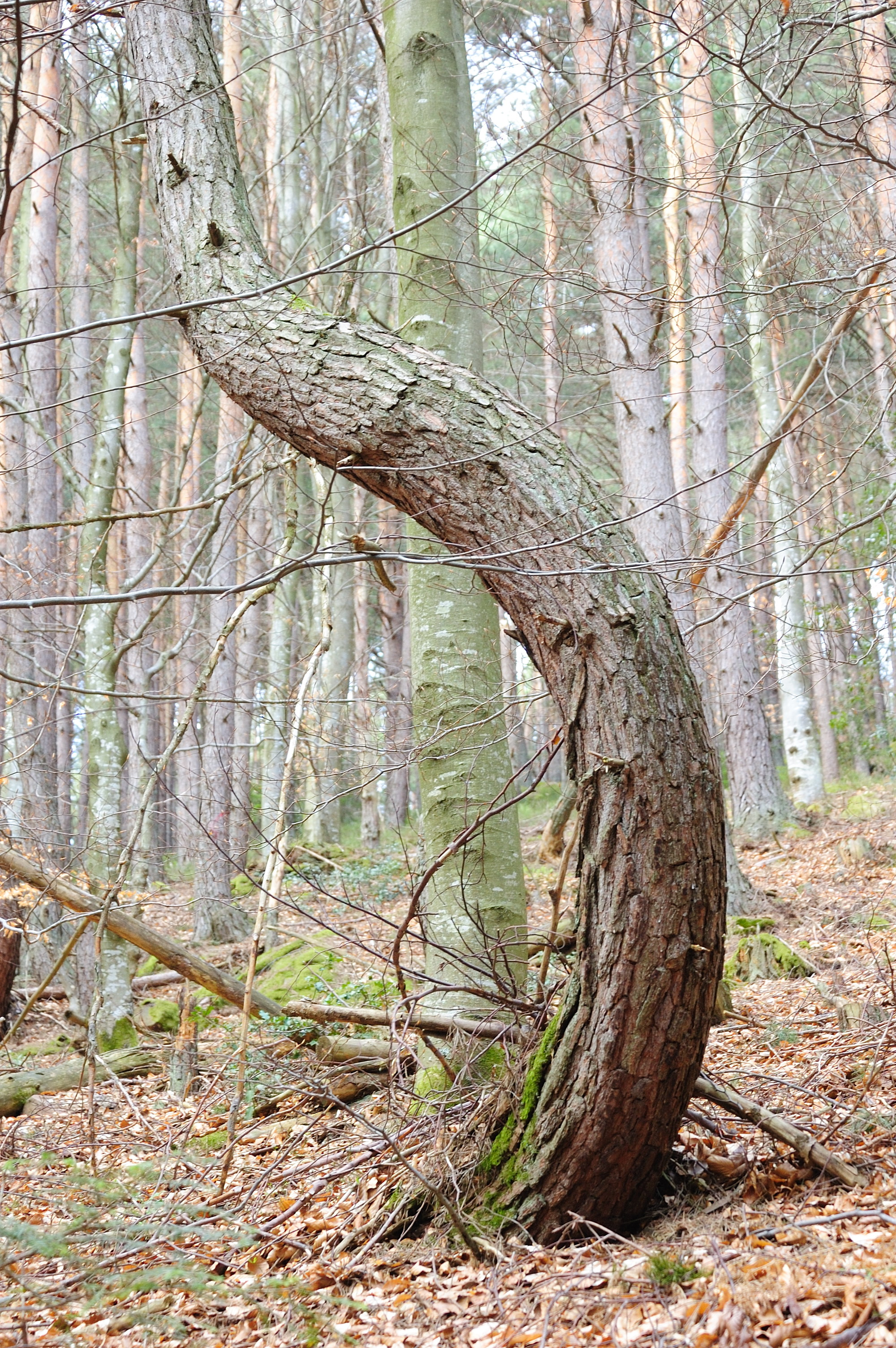
Складна кривина

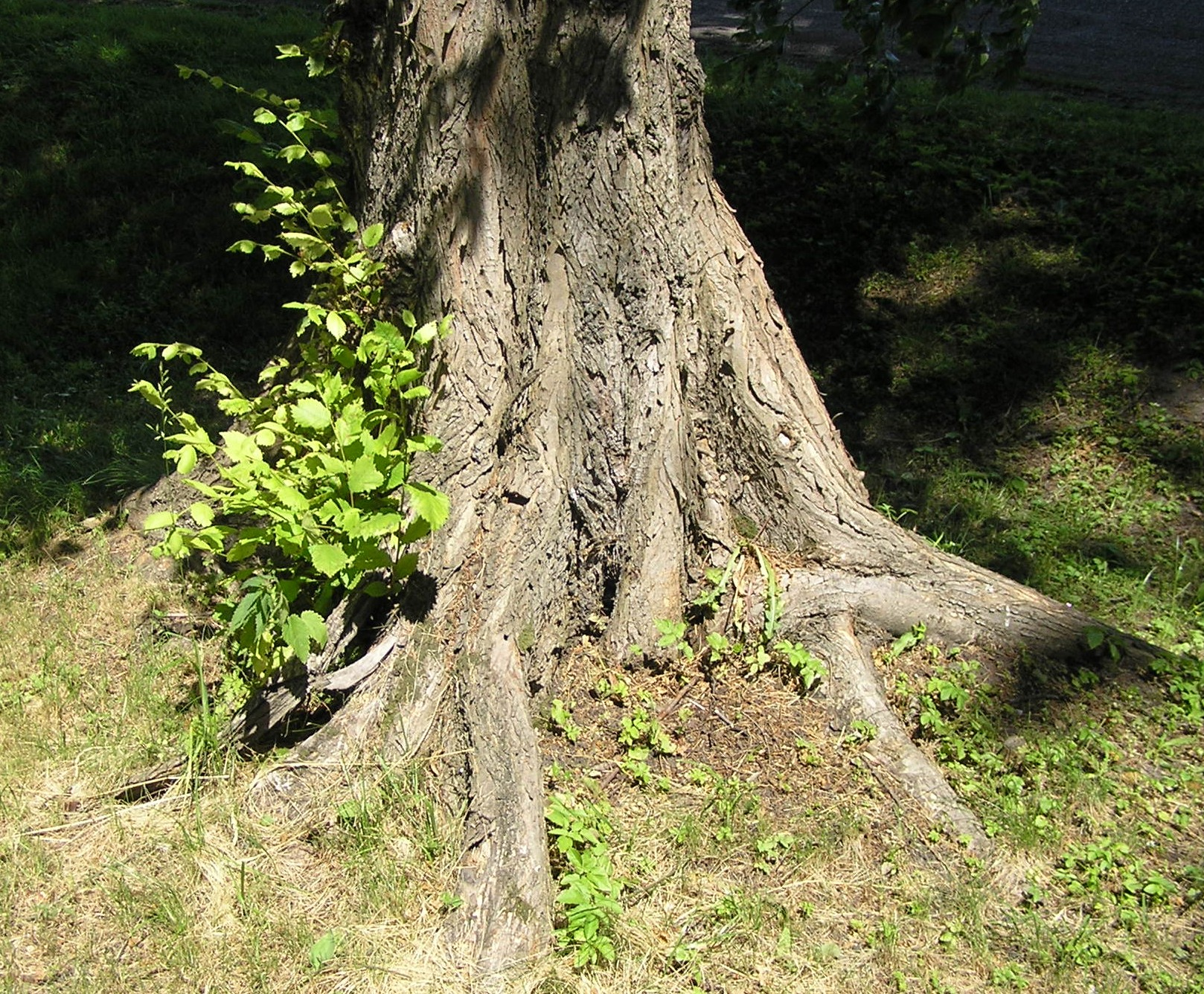
Ребриста окоренкуватість

- Вузлуватість — велика кількість поверхнево зарослих сучків у вигляді жовн на місці розташованих мутовчасто гілок, зустрічається у сосни.
- Збіжистість, збіг[1] — поступове зменшення діаметра стовбура або ширини необрізного пиломатеріалу по всій її довжині у напрямку від окоренка (комля) до вершини, що перевищує нормальний збіг, рівний 1 см на 1 м довжини. Збіг стовбура є неминучим явищем; вадою визнається лише збіг, що перевищує зазначену величину. Хвойні дерева менш збіжисті, ніж листяні; дерева, що стоять окремо, більш збіжисті; також збіжистість є спадковою ознакою деяких форм деревних порід. Найбільший збіг спостерігається у верхній частині стовбура, а найменший — в середній. Для запобігання збіжистості потрібен кращий догляд за деревостанами для створення високого бонітету насаджень, при якому дерева повнодеревніші. Неминучим наслідком збіжистості є перерізання річних шарів і штучна косошарість, що зменшують міцність матеріалу на вигин. Особливо цьому явищу схильні лісоматеріали з периферичних частин стовбура. Збіжистість збільшує кількість відходів при розпилюванні (обапіл) і лущенні, призводить до значного збільшення витрати сировини і зниження її якості. Визначають збіг по різниці діаметрів (у необрізних пиломатеріалів — ширини) верхнього і нижнього торців сортименту, виражаючи в сантиметрах на метр довжини або у відсотках. У комлевих лісоматеріалах нижній кінець сортименту вимірюють на відстані 1 м від окоренкового обріза.
- Кривина — відхилення поздовжньої осі сортименту від прямої лінії, зумовлене викривленням стовбура. При вимірюванні кривини окоренкових лісоматеріалів перший метр від нижнього торця в розрахунок не приймають. Збільшує кількість відходів, знижує міцність на стискання при використанні в круглому вигляді, при розпилюванні з'являється штучний нахил волокон:
  - проста кривина — тільки з одним вигином;
  - шаблеподібність — плавний вигин внизу прямого стовбура, часто зустрічається у ялини і модрини;
  - складна кривина — з двома або більше вигинами сортименту в одній або декількох площинах;
  - спіралеподібність — гвинтоподібний стовбур, зустрічається у сосни, бука і ялиці.
- Наріст — різке місцеве потовщення стовбура різної форми і розмірів, супроводжується завилькуватістю деревини. Причинами появи наростів вважаються різні роздратування і пошкодження камбію і сплячих бруньок. У числі передбачуваних причин називаються віруси, бактерії, паразитні гриби і механічні фактори. Виділяють чотири види наростів:
  - Наплив — гладкий наріст зі слабко завилькуватою деревиною, без бруньок всередині. Зустрічається на всіх породах, в більшості випадків на листяних. Найчастіше з'являється на окоренковій частини стовбура. У сосни і ялини напливи мають звивисті і порівняно широкі річні шари і складаються з коротких, товстостінних трахеїд, що мають вигнуті або роздвоєні закінчення, і з численних, в 2-3 рази більших, ніж в стовбурі, серцевинних променів. Наплив знаходить застосування в народних промислах. Напливи, взяті з хвойних дерев, відрізняються підвищеним вмістом смоли і використовуються як осмол;
  - Кап — нерівний зовні наріст, покритий бруньками і дрібними пагонами. Всередині складна кривина. Сильно завилькуватий і має безліч вічок, що являють собою зарослі сплячі бруньки. При очищенні від кори має рельєф у вигляді крапель. Служить сировиною для виробництва цінних декоративних виробів і матеріалів;
  - Омеловий наріст — вада, що виникає при поселенні на гілці дерева паразитичної рослини — омели. Відрізняється від гладкого напливу наявністю великої кількості каналів і отворів від присосок паразитичної рослини. Омела зустрічається в Криму, на Кавказі і Далекому Сході. Паразитує на багатьох хвойних (частіше на сосні і ялиці) і листяних (частіше на яблуні, груші та деяких видах дубів) породах дерев;
  - Раковий наріст — утворюється на дереві, ураженому деякими видами раку. Має неправильну форму.
- Овальність — форма торця круглого лісоматеріалу, у якого більший діаметр не менше, ніж в 1,5 рази перевищує менший. Виникає від впливу вітру, сонячного перегріву та інших причин. Часто супроводжується зміщеною серцевиною. Товщина кілець у місцях з найменшим і найбільшим радіусом різниться. Може створювати труднощі при використанні круглого лісоматеріалу, збільшує кількість відходів при лущенні, є ознакою наявності в стовбурі крену або тягової деревини. Вимірюється по різниці між найбільшим і найменшим діаметрами відповідного торця.
- Окоренкуватість, закомелистість — окремий випадок збіжистості: різке збільшення діаметра окоренкової (комлевої) частини круглого лісоматеріалу або ширини необрізного пиломатеріалу, коли діаметр (ширина) окоренкового торця не менше, ніж в 1,2 рази перевищує діаметр (ширину), виміряні на 1 м вище. При розпилюванні неминуча поява великої кількості відходів, а отриманий матеріал має невисоку якість в результаті появи великої кількості перерізаних волокон;
  - округла окоренкуватість — з округлою формою поперечного перерізу стовбура;
  - ребриста окоренкуватість — стовбур дерева внизу має ребра і заглибини (рийки), пов'язані з кореневими напливами; поперечний переріз має неправильну багатолопатеву форму. При розпилюванні на дошки більшу частину стовбура вибраковують у відходи, оскільки такі дошки сильно жолобляться і мають знижену міцність.
- Подвійна вершина, розгалужена вершина — виникає при загибелі верхівкового пагона і заміні його двома, рідше більше, бічними пагонами. Місце розгалуження називається розвилкою, розсохою чи рогулею. Знижує вихід ділової деревини зі стовбура залежно від висоти розгалуження. Під розвилкою присутня подвійна серцевина. Роздвоєна ділянка зазвичай йде у відходи.
- Поздовжня ребристість — наявність глибоких поздовжніх заглибин (рийок) на стовбурі, які можуть тягнутися до декількох метрів. Дана вада, на відміну від ребристої окоренкуватості, може розташовуватися не тільки на окоренку. До ребристості схильні стовбури листяних порід: сірої вільхи, бука, це найхарактерніша вада граба. Знижує вихід пиломатеріалів, особливо небажана у фанерних кряжів. Вимірюється різницею між найбільшим і найменшим діаметрами, за необхідності вимірюють довжину рийки в сантиметрах або частках довжини сортименту.

Вади форми стовбура
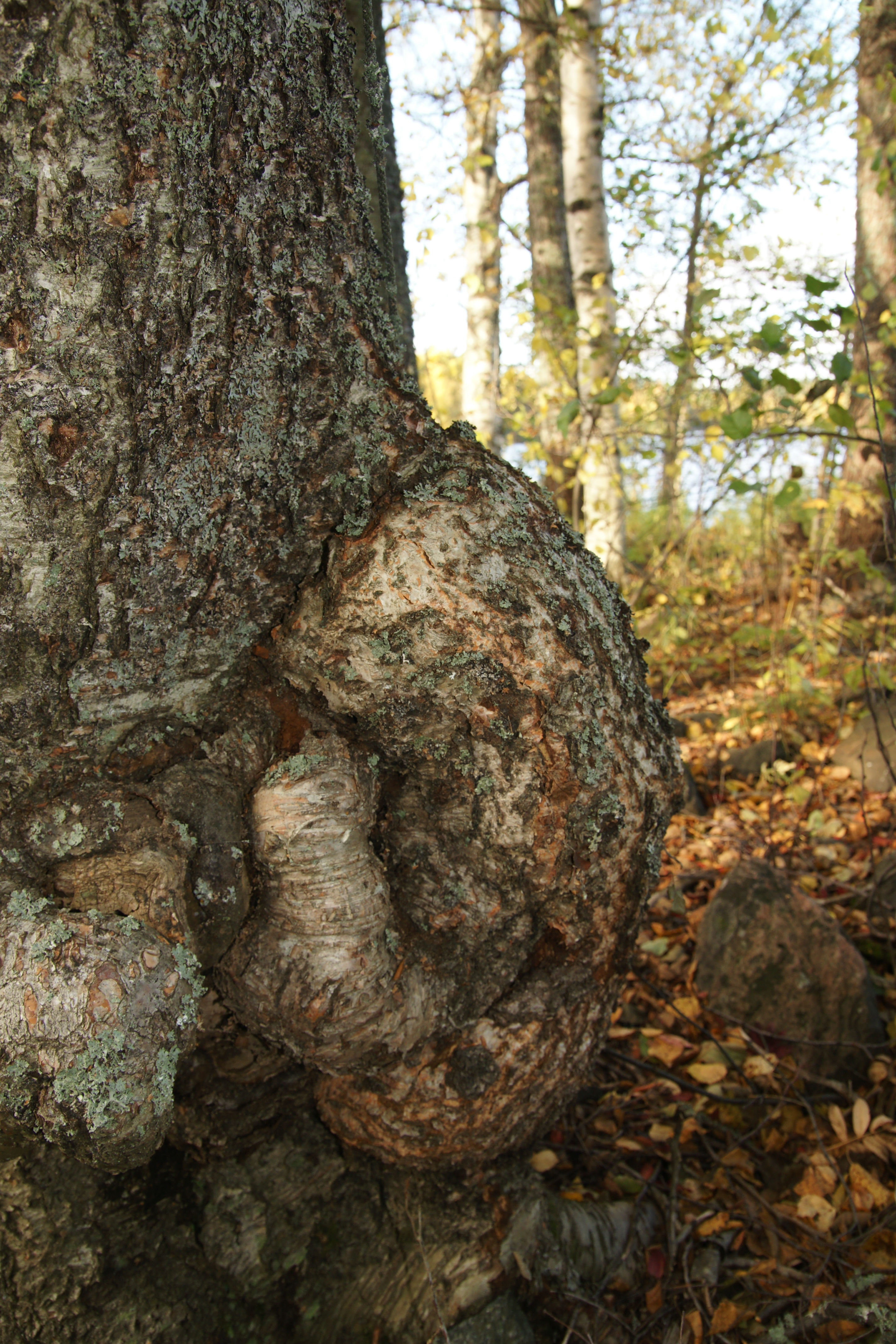
Наплив
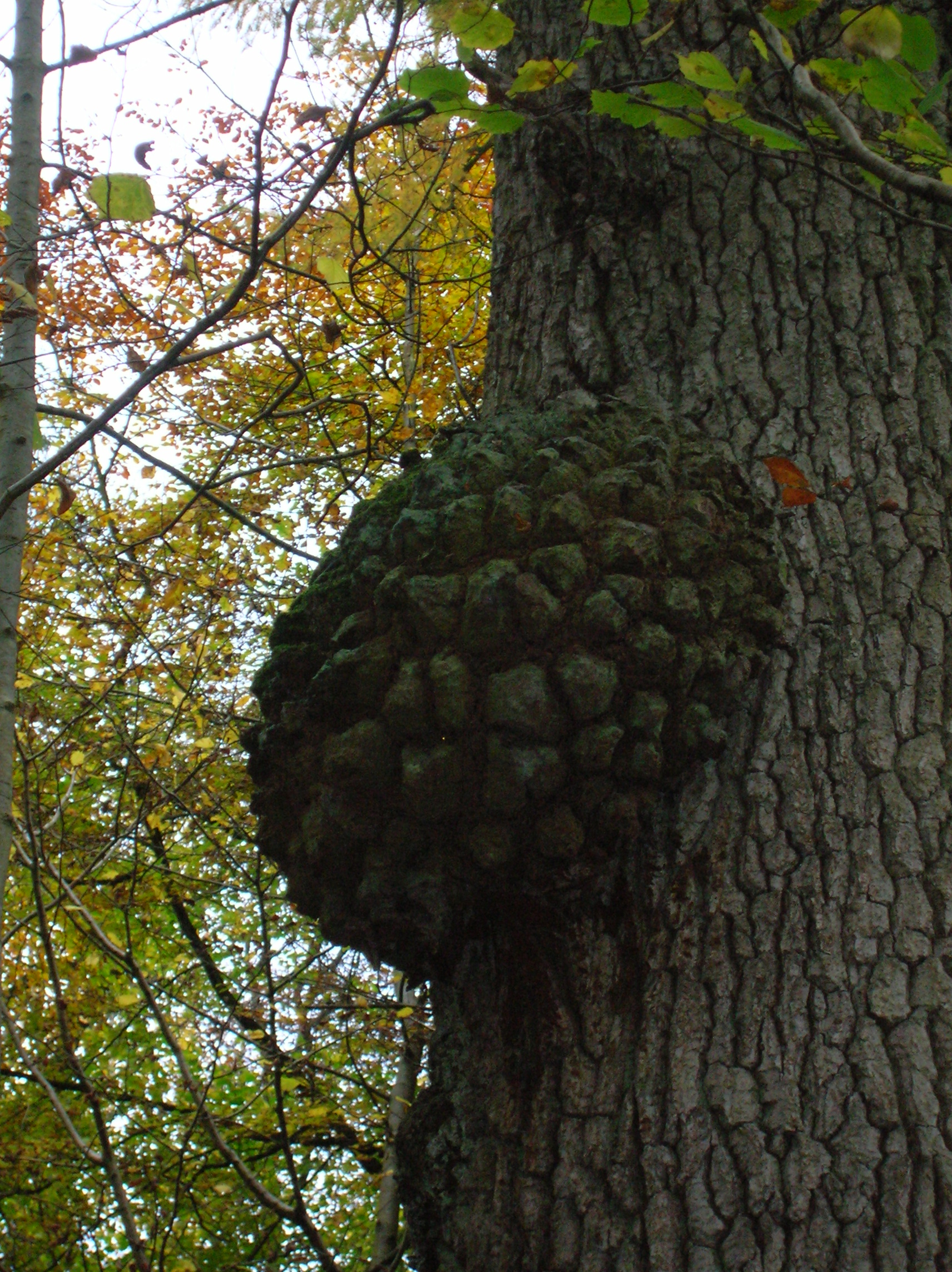
Кап
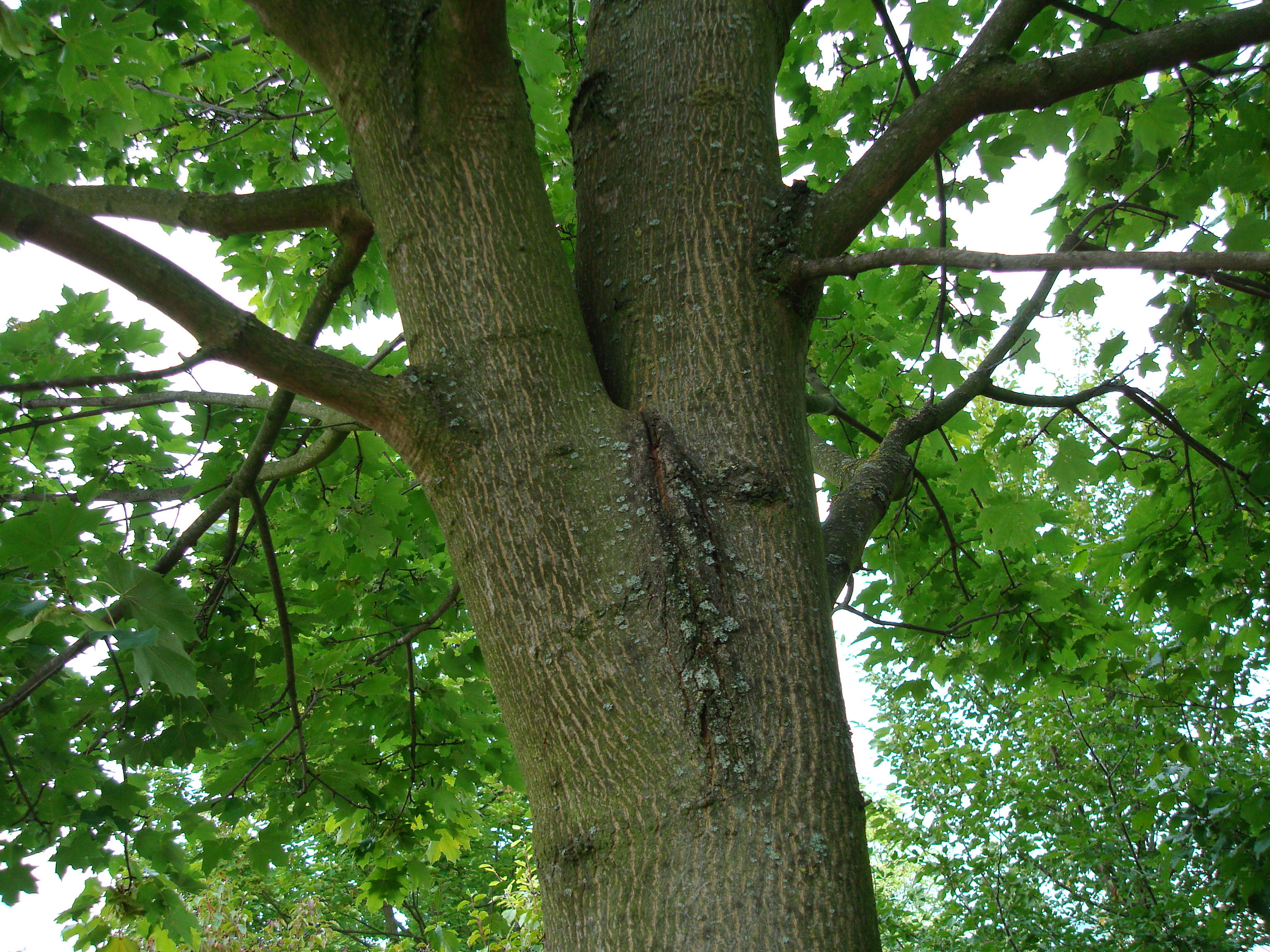
Дерево з подвійною вершиною
Подвійна вершина
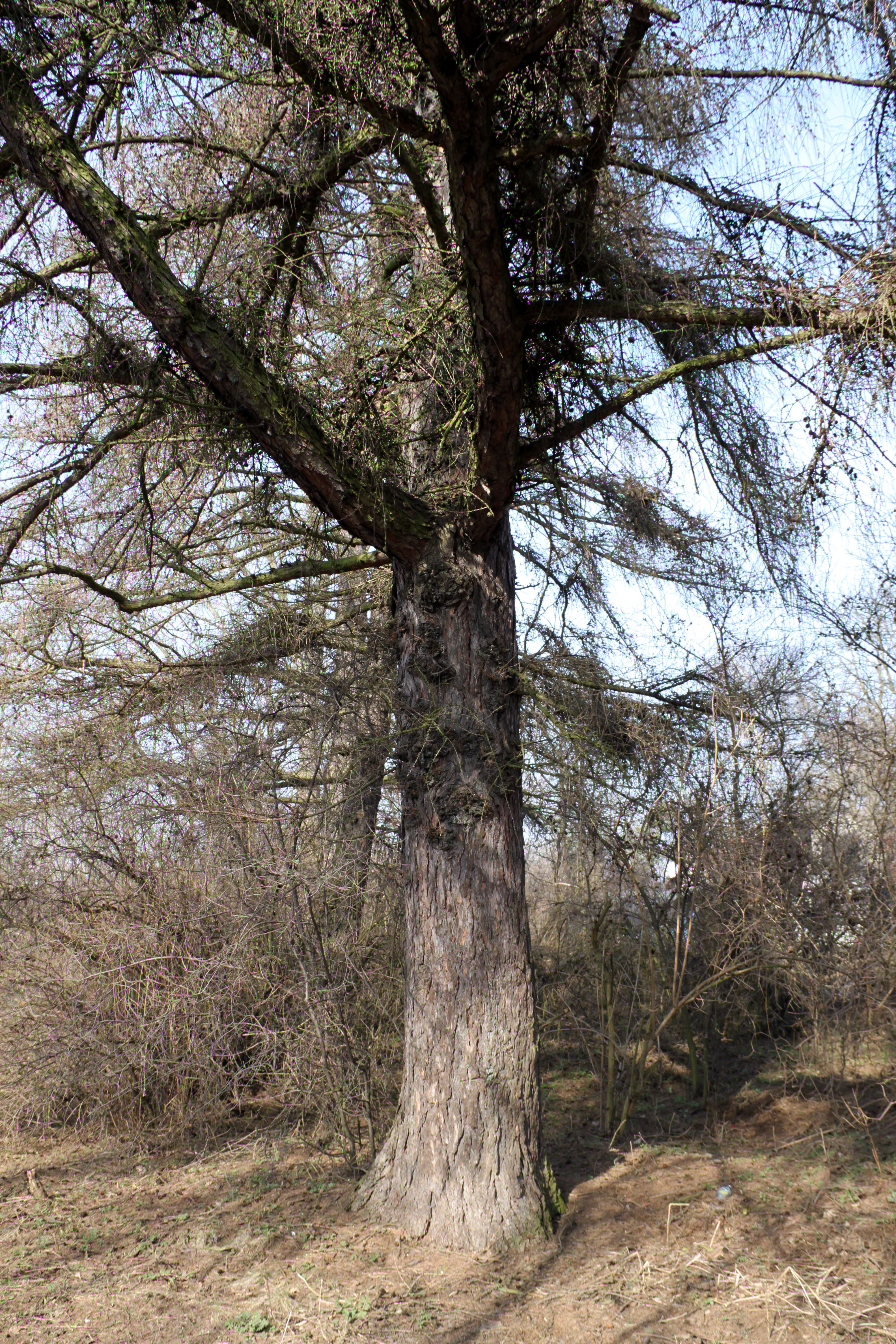
Округла окоренкуватість

## Вади будови деревини

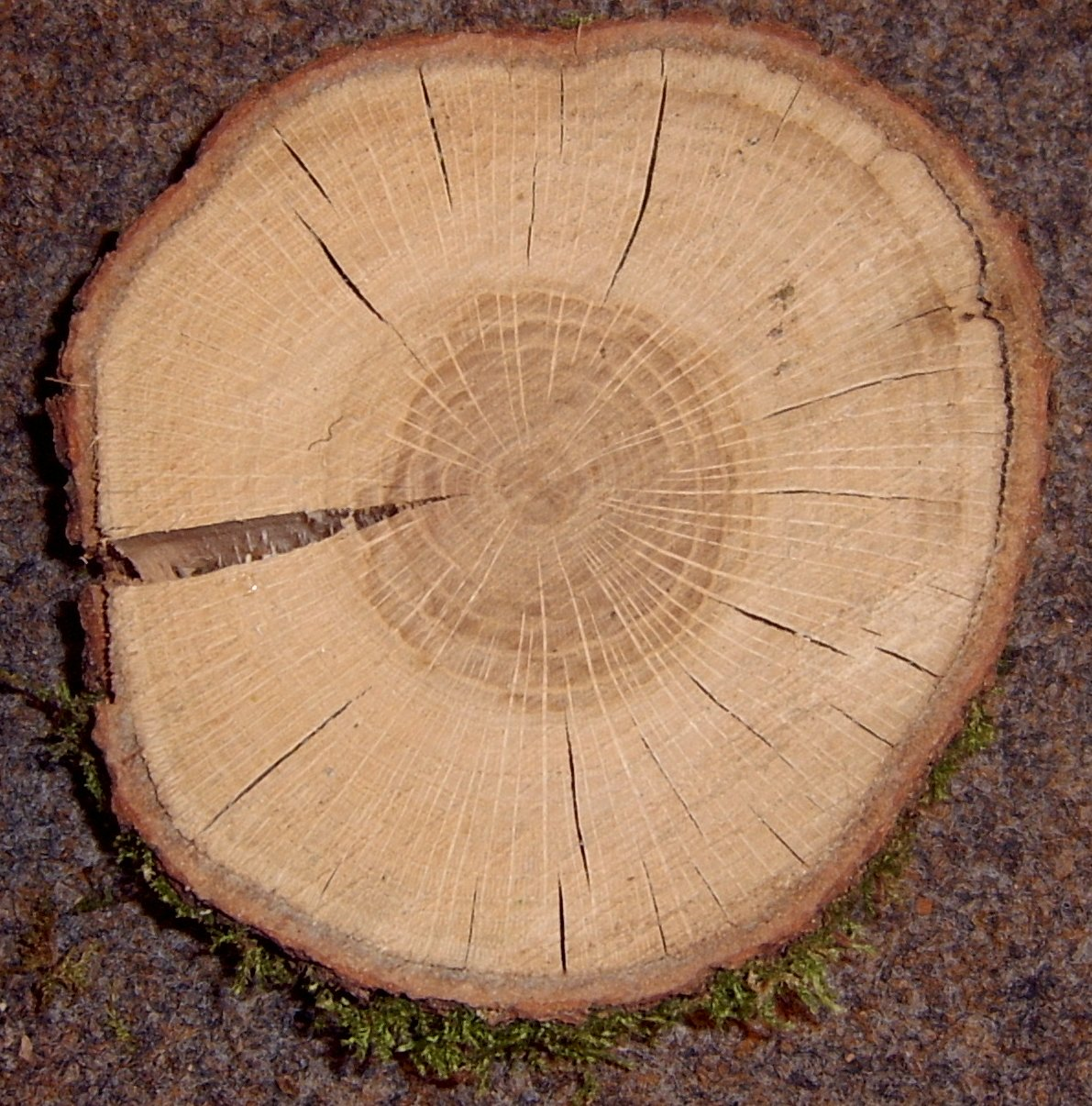
Великоболонність дуба черешчатого.

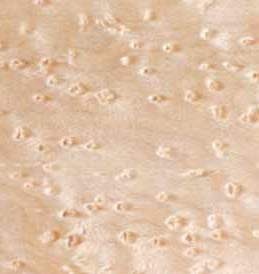
Вічка у вічковому клені.

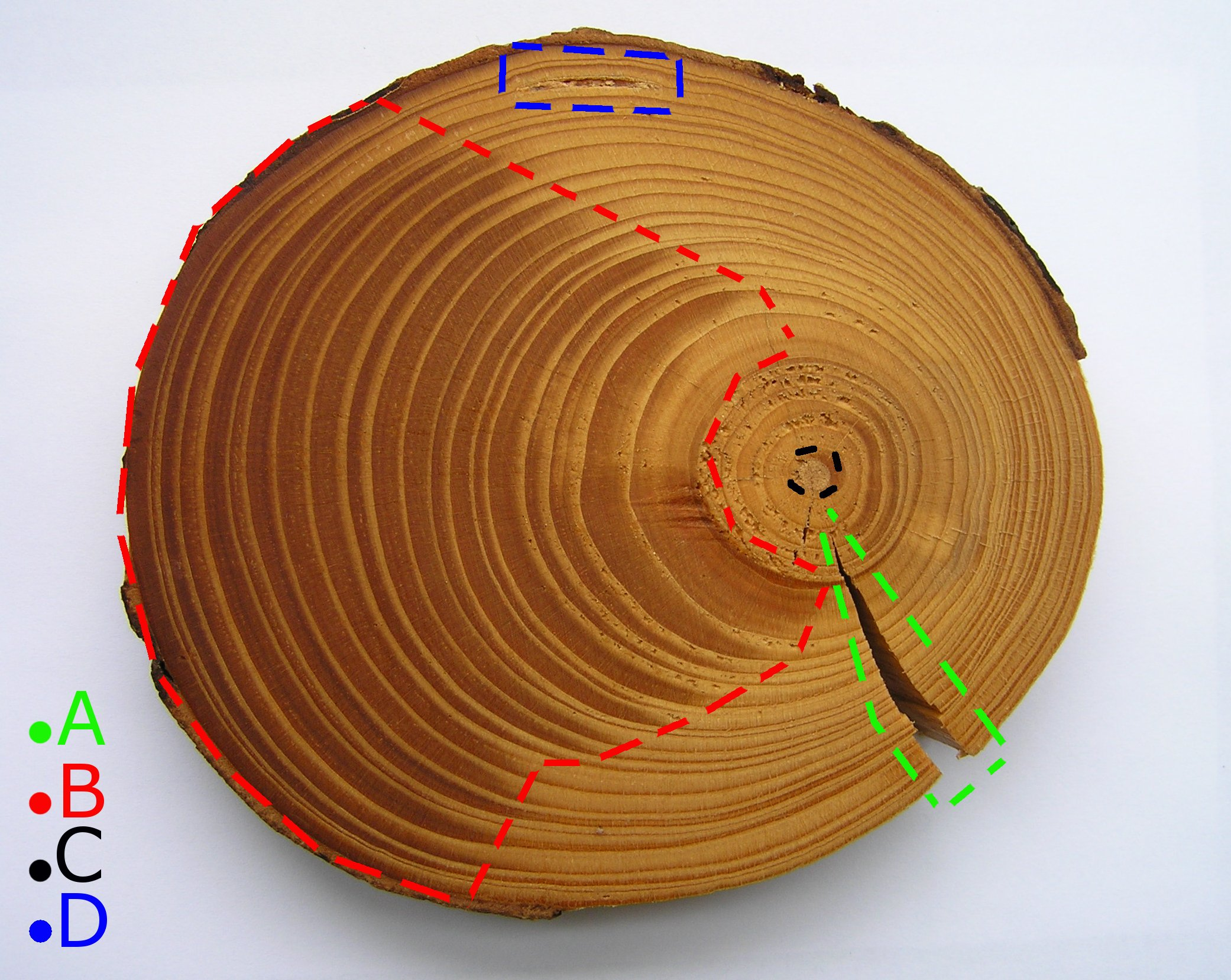
A — розхідна́ тріщина усушки, B — суцільний крен, C — зміщена серцевина, D — смоляна кишенька

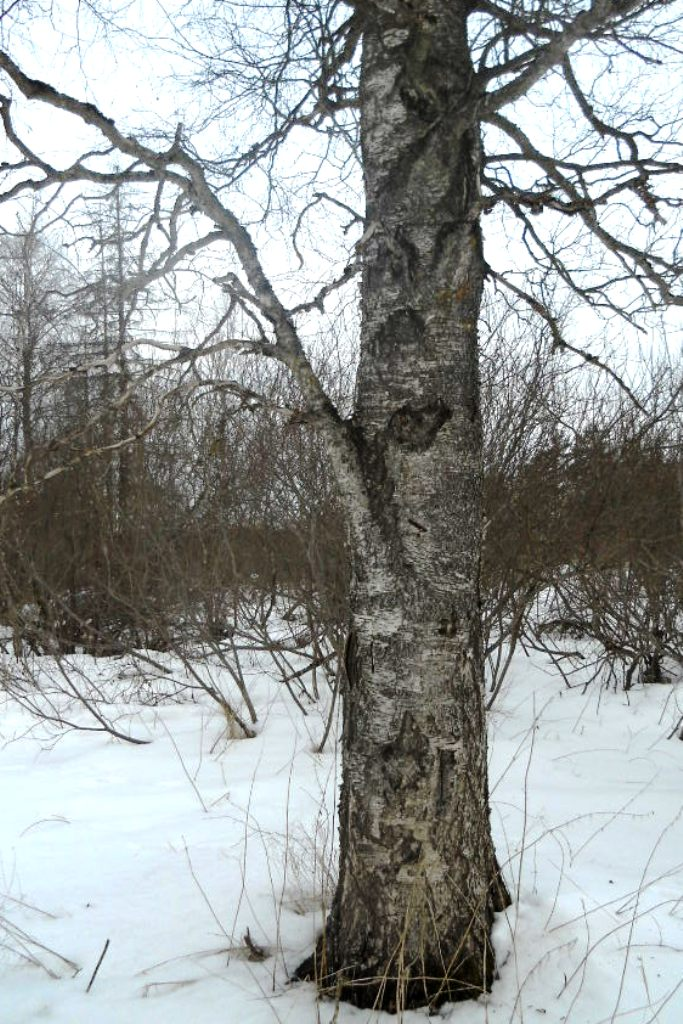
Пасинок на дереві

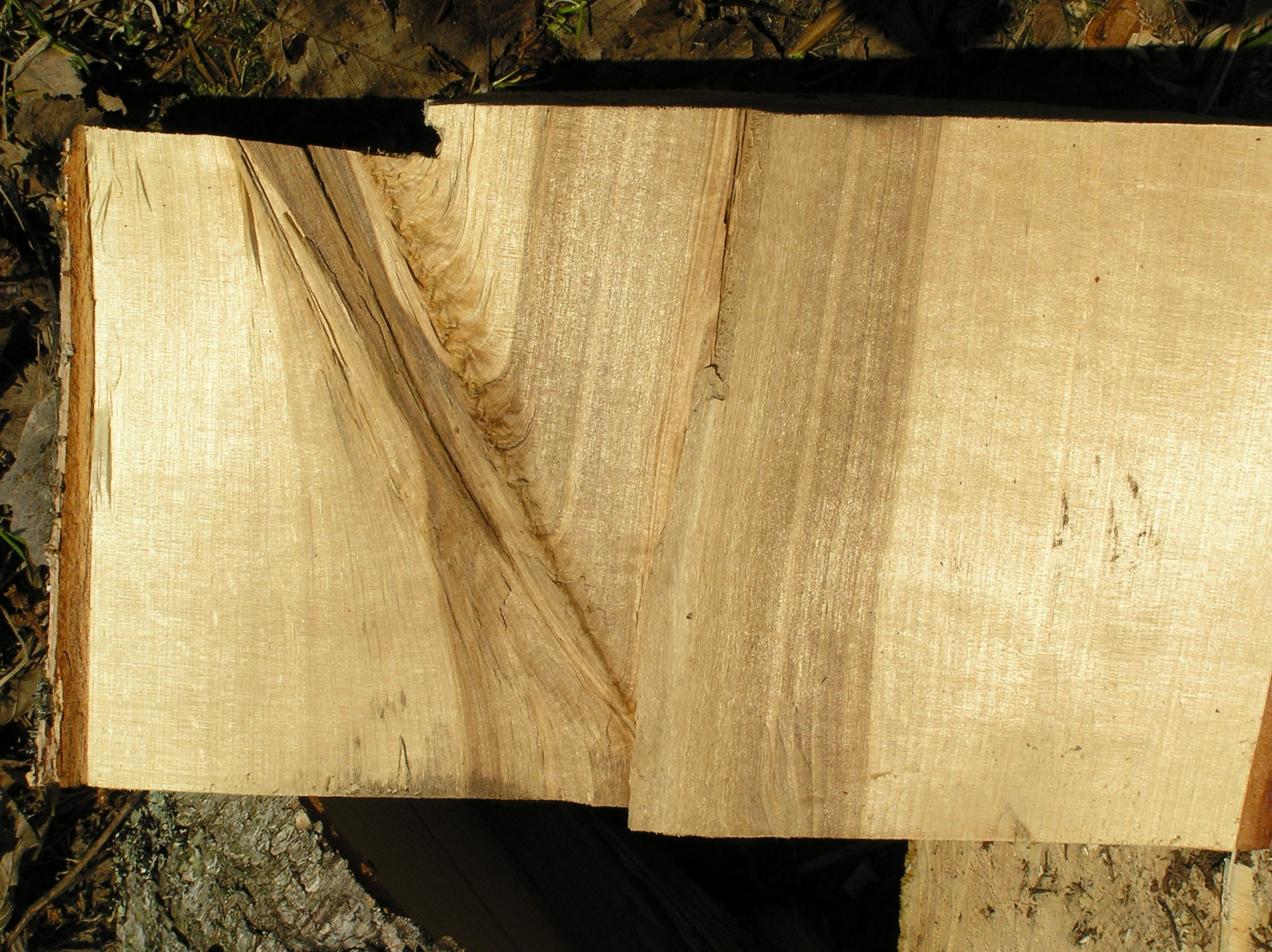
Пасинок у розрізі

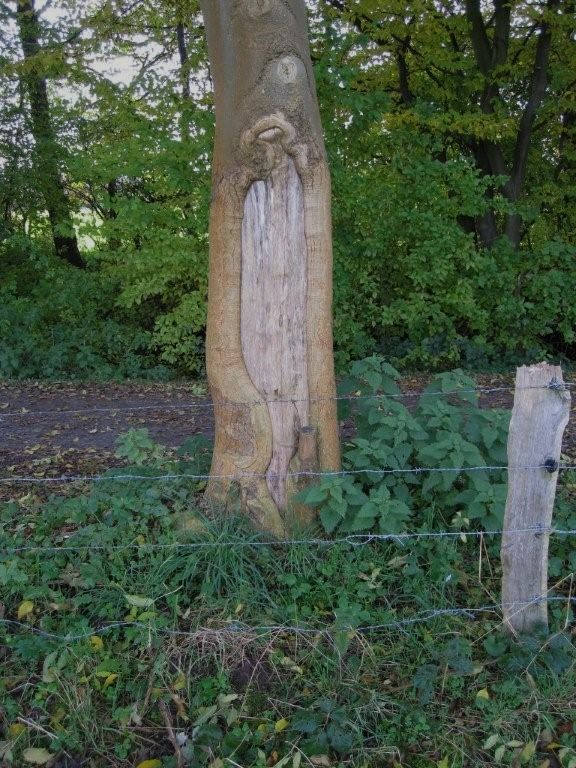
Сухобокість

- Великоболонність — збільшена порівняно з нормальною ширина заболоні. Розрізняються:
  - правильна — з однаково розширеною заболонню по всьому колу ядра;
  - одностороння — із заболонню, збільшеною з одного боку.
- Вічка — сліди сплячих бруньок, які не розвинулися в пагін. Спостерігаються при розрізі капа, вічкового клена та інших порід деревини. У малих сортиментах знижують міцність при вигинанні. Майже не позначаються на міцності при стисненні і сколюванні, а щітки навіть підвищують її. Розрізняються:
  - Залежно від частоти:
    - розкидані вічка — розташовані поодиноко на відстані більше 10 мм один від одного;
    - групові вічка, або щітки — зосереджені в кількості трьох і більше на відстані не більше 10 мм;

  - Залежно від забарвлення:
    - світлі — близькі за кольором до навколишньої деревині;
    - темні — значно темніше її.
- Внутрішня заболонь — річні кільця, розташовані всередині ядра, схожі за забарвленням і властивостями з заболонню у вигляді одного або декількох кілець різної ширини. Легко проводить рідини, часто супроводжується гниллю. Міцність як у ядра. Така вада спостерігається у листяних порід, особливо у дуба і ясена. Для мозаїчних робіт ця вада дуже цінна. У листяних і хвойних породах іноді зустрічаються ділянки, на яких у природних умовах деревина буває темніше або світліше основного фону. У листяних породах — темно-червоне забарвлення, а в хвойних — світло-жовте.
- Водошар — ділянки ядра ненормального темного забарвлення, що виникають в зростаючому дереві в результаті накопичення вологи, розташовані переважно в окоренковій частини. На торцях свіжозрубаних дерев виглядають як мокрі, темні, а взимку — мерзлі склоподібні плями, на поздовжніх розрізах — смуги. При висиханні темне забарвлення пропадає або блідне, але на поверхні з'являються дрібні тріщини. Знижує ударну в'язкість при вигині, часто супроводжується гниллю. Зустрічається у всіх порід дерева, частіше у хвойних.
- Зави́лькуватість — звивисте чи безладне розміщення волокон. Розрізняються:
  - хвиляста завилькуватість — з більш-менш правильним розташуванням волокон;
  - путана завилькуватість — з безладним розташуванням волокон.
- Завиток — місцеве викривлення річних шарів, зумовлене близьким розташуванням сучків або проростей. Виглядає як частково перерізаний, скобкоподібно вигнутий контур. Сильно знижує міцність деревини при розташуванні в розтягнутій зоні небезпечного перерізу. Залежно від розташування на виробі розрізняють:
  - односторонній завиток — виходить на один бік (або два суміжних);
  - наскрізний завиток — виходить на протилежні боки пилопродукції або деталі.
- Засмолок — ділянка хвойної деревини, рясно просочена смолою. Особливо часто зустрічається у ялини. У круглих лісоматеріалах виявляється за наявністю ран і скупченню смоли; в пиломатеріалах засмолок значно темніше навколишньої деревини, в тонких деталях просвічує. Деревина з засмолком важче решти деревини. Істотно не впливає на міцність деревини, але знижує її просочуваність і ускладнює обробку, склеювання й облицьовування.
- Крен — ненормальний підсилений розвиток пізньої зони деревини; притаманний похилим та викривленим деревам. На спилі виглядає як дугоподібні, рідше кільцеві ділянки темнозабарвленої деревини; на бічних поверхнях пиломатеріалів — у вигляді такого ж кольору смуг. Часто супроводжується зміщенням серцевини. Підвищує твердість і міцність деревини при стисненні і статичному вигинанні, заважає механічній обробці деревини, знижує ударну в'язкість при вигинанні і міцність при розтягуванні, різко збільшує усушку уздовж волокон, що служить причиною розтріскування і поздовжнього викривлення, перешкоджає просоченню, погіршує зовнішній вигляд. Розрізняються:
  - місцевий крен — у вигляді вузьких дугоподібних ділянок або смуг, що захоплюють один або кілька річних шарів;
  - суцільний крен — у вигляді значних суцільних ділянок, що розташовані по одну сторону від серцевини і захоплюють половину або більше площі поперечного перерізу.
- Нахил волокон, косошарість[2] — викривлення, гвинтоподібне розташування волокон. Розрізняють два види:
  - Тангентальний (тангенціальний) нахил волокон, чи природна косошарість — виражається в розташуванні волокон по спіралі навколо осі дерева або по похилому розташуванню волокон на тангентальній (розташованій паралельно поздовжній осі дерева) поверхні пиломатеріалу і шпону. Визначається по тріщинах на стовбурі. При вимірюванні перший метр від окоренкового торця в розрахунок не приймають. Косошарість збільшує міцність деревини при розколюванні, породжує підвищену поздовжню усушку і викривлення.
  - Радіальний нахил волокон, чи штучна косошарість, чи перерізання річних шарів — відхилення напрямку річних шарів від поздовжньої осі пиломатеріалу, шпону або деталей. Виникає при розпилюванні сортиментів з окоренкуватістю і кривиною, а також при неправильному розпилюванні нормального лісоматеріалу. Деревина з такою вадою погано сприймає поперечне навантаження, не підходить для гнуття. Ускладнює механічну обробку (стругання і тесання).
- Несправжнє ядро — темне нерівномірно забарвлене ядро, межа якого не збігається з річними шарами. Зустрічається у деревних порід з нерегулярним ядроутворенням (наприклад, береза, бук, клен). Відокремлена від заболоні темною, рідше світлою захисною облямівкою, яка може ділити ядро на кілька зон з різними типами зональності. Забарвлення має темно-буре або червоно-буре, іноді з фіолетовим, ліловим або темно-зеленим відтінком. На зрізі може бути центральним або зміщеним, округлим або зірчастим. За стійкостю до загнивання перевершує заболонь. При відсутності ознак грибного ураження не впливає на міцність деревини, але в разі загнивання несправжнє ядро стає крихким, псує зовнішній вигляд деревини, знижує її міцність при розтягуванні уздовж волокон і проникність. У берези легко розтріскується.
- Пасинок — сучок на місці великого пагона, що конкурував з головним стовбуром, потім відмер або відстав у рості. Пронизує матеріал під гострим кутом на значному протязі, має вигляд сильно витягнутого овала з відношенням сторін більш ніж 1:4. Може порушувати цілісність пиломатеріалу, сильно знижує його міцність при розтягуванні і вигинанні.
- Плямистість — забарвлення заболоні листяних порід у вигляді плям і смуг без зниження щільності деревини, що виникає в зростаючому дереві і близька за кольором до ядра, розрізняються за формою і напрямком. Розміщується в основному на межі ядра і заболоні. На міцність не впливає, але на шпоні великі плями радіальної плямистості (понад 10 см) можуть розтріскатися. Розрізняються:
  - тангентальна — уздовж річних кілець. На торці спостерігається у вигляді дуги в межах не більше одного річного кільця і довжиною 0,1 — 2 см; на радіальному зрізі — як поздовжня вузька смуга, а на тангентальному — як широка. Тягнеться вздовж стовбура від коренів на кілька метрів, іноді до вершини. Судини в забарвленій деревині закупорені тилами і сокорух у них припинено. Тангентальна плямистість, що часто зустрічається у бука, має нез'ясоване негрибне походження. В інших твердолистяних порід (дуб, в'яз), вона трапляється значно рідше і тільки в м'якій частині заболоні, тому не завдає істотної шкоди якості деревини. Викликається грибками роду Ophiostoma — збудниками голландської хвороби в'яза;
  - радіальна — місцева зміна забарвлення деревини біля ран і відмерлих сучків. На поперечних розрізах йде по радіусу в напрямку зовнішнього боку. Має невеликий розмір і відносно неправильну форму. Зустрічається у всіх листяних порід. Радіальна плямистість, що йде в заболоні дуба або осики по колу, є наслідком пошкодження дятлами ранньою весною при добуванні соку. На поздовжніх розрізах може мати вигляд коротких смуг, що виклинюються до кінців (так звані човники);
  - прожилки, або серцевинні повторення — плямистість у вигляді тонких жовтувато-бурих смужок пухкої тканини, розташованих на межі річних шарів. Являє собою зарослі сліди пошкодження камбію личинками деяких видів мух;
  - сліди від прожилок — білясті або темнуваті смужки на поверхні шпону, що виникають від прожилок, які залягають під ними на глибині не більше 1 мм.
- Прорість — заростаюча або заросла рана, що супроводжується поздовжньою щілиною, як правило, заповнена залишками кори і омертвілими тканинами. Може супроводжуватися засмолком, зміною забарвлення і грибними ураженнями.
- Рак — заглибина або здуття, що утворилися в результаті діяльності грибів або бактерій. На ураженій ділянці деревина не наростає, але на протилежному боці стовбура через посилений приріст можна виявити характерну пухлину. У хвойних порід супроводжується смолотечею і сильним засмоленням деревини. Розрізняють:
  - відкритий рак;
  - закритий рак, що спостерігається ззовні як здуття кори і деревини.
- Серцевина — вузька (близько 5 мм) центральна частина стовбура, що складається з пухкої тканини бурого або більш світлого, ніж навколишня деревина, кольору. Сортименти з серцевиною, особливо з подвійною, легко розтріскуються. Є два відхилення положення серцевини:
  - подвійна серцевина — наявність в сортименті двох або більше серцевин з самостійними системами річних шарів, оточених зовні однією загальною системою. Супроводжує подвійну вершину. З'являється при роздвоєнні стовбура або при зрощенні двох сусідніх дерев. Супроводжується овальністю перерізу стовбура і має всередині зарослу прорість із залишками кори; в пиломатеріалах і на шпоні спостерігається у вигляді двох розташованих під кутом одна до однієї серцевинних смужок;
  - зміщена серцевина — ексцентричне розташування серцевини; як правило, супроводжується овальністю стовбура. Може бути ознакою присутності в стовбурі крену і тягової деревини. Вимірюється по відхиленню серцевини від геометричного центру стовбура і виражається в цілих сантиметрах або відсотках від середнього діаметра торця.
- Смоляна кишенька — порожнина всередині або між шарами, заповнена смолою або камеддю. Особливо характерна для ялини. Вміст, що витікає з кишеньок, псує поверхню виробів і перешкоджає їх зовнішній обробці і склеюванню, бруднить інструменти. Розрізняються одностороння і наскрізна смоляна кишеня.
- Сухобокість — омертвіла в процесі росту дерева ділянка стовбура, що виникла в результаті пошкоджень (забиття, заруб). Зазвичай позбавлена кори, заглиблена в стовбур і оточена валиком наростаючої деревини і кори та заболонними грибними забарвленнями, може бути вражена грибами і гниллю.
- Тягова деревина — зміна будови деревини листяних порід в розтягнутій зоні стовбурів і сучків, що виявляється в різкому збільшенні товщини річних шарів. Виявляється за ворсистістю, іноді за зміною забарвлення. На торцях має вигляд дугоподібних ділянок, на пиломатеріалах і шпоні з порід деревини з виразними річними кільцями (дуб, ясен) — у вигляді вузьких смуг-тяжів. Підвищує міцність деревини при розтягуванні уздовж волокон і ударну в'язкість при вигині, знижує міцність при стисненні волокон і статичному вигинанні, підвищує усушку у всіх напрямках, що сприяє викривленню і появи тріщин, ускладнює обробку, приводячи до утворення ворсистості і мошистості.
- Широкошаровість — підвищена ширина річних шарів.

Вади будови деревини
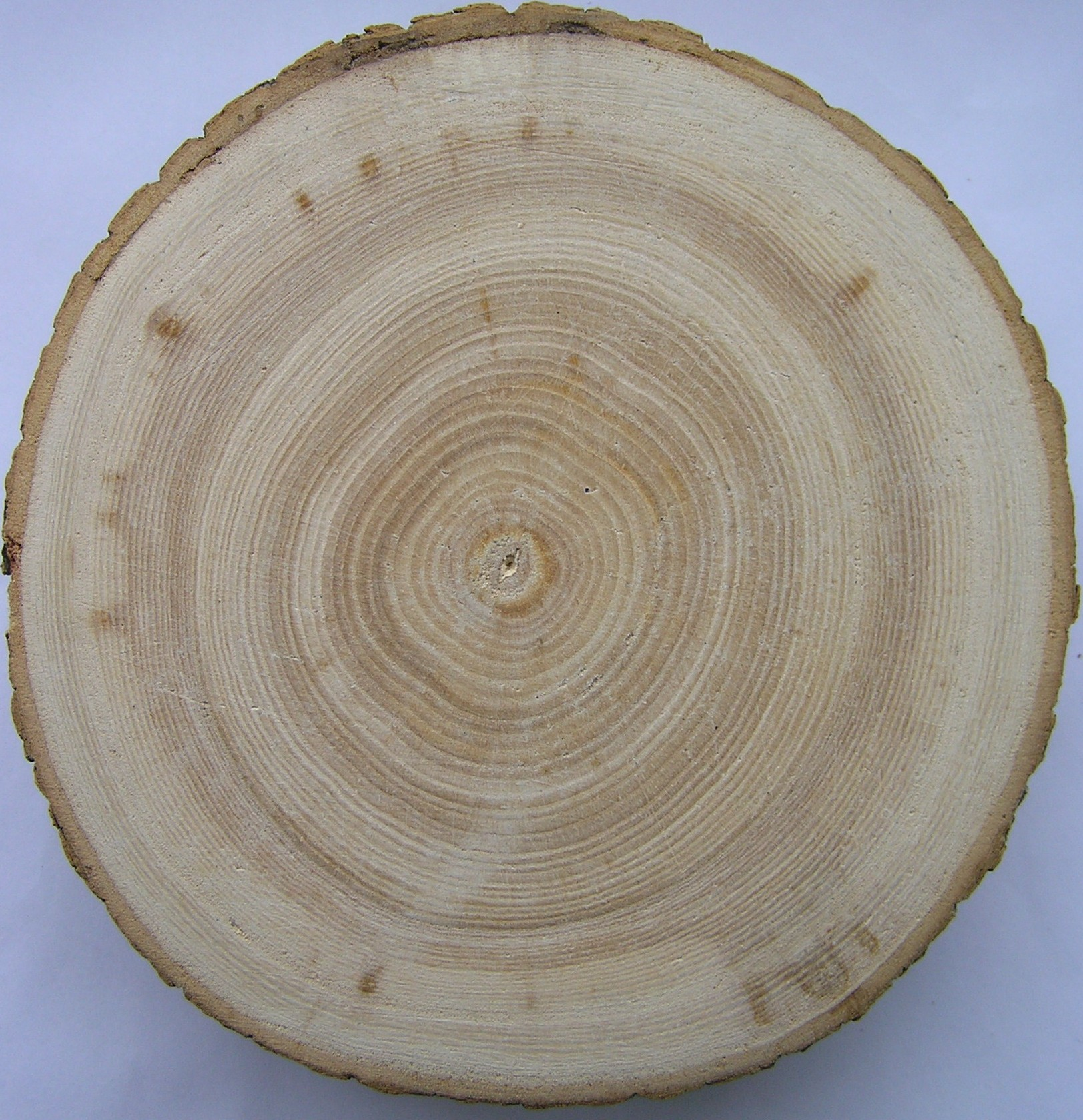
Внутрішня заболонь і прожилки
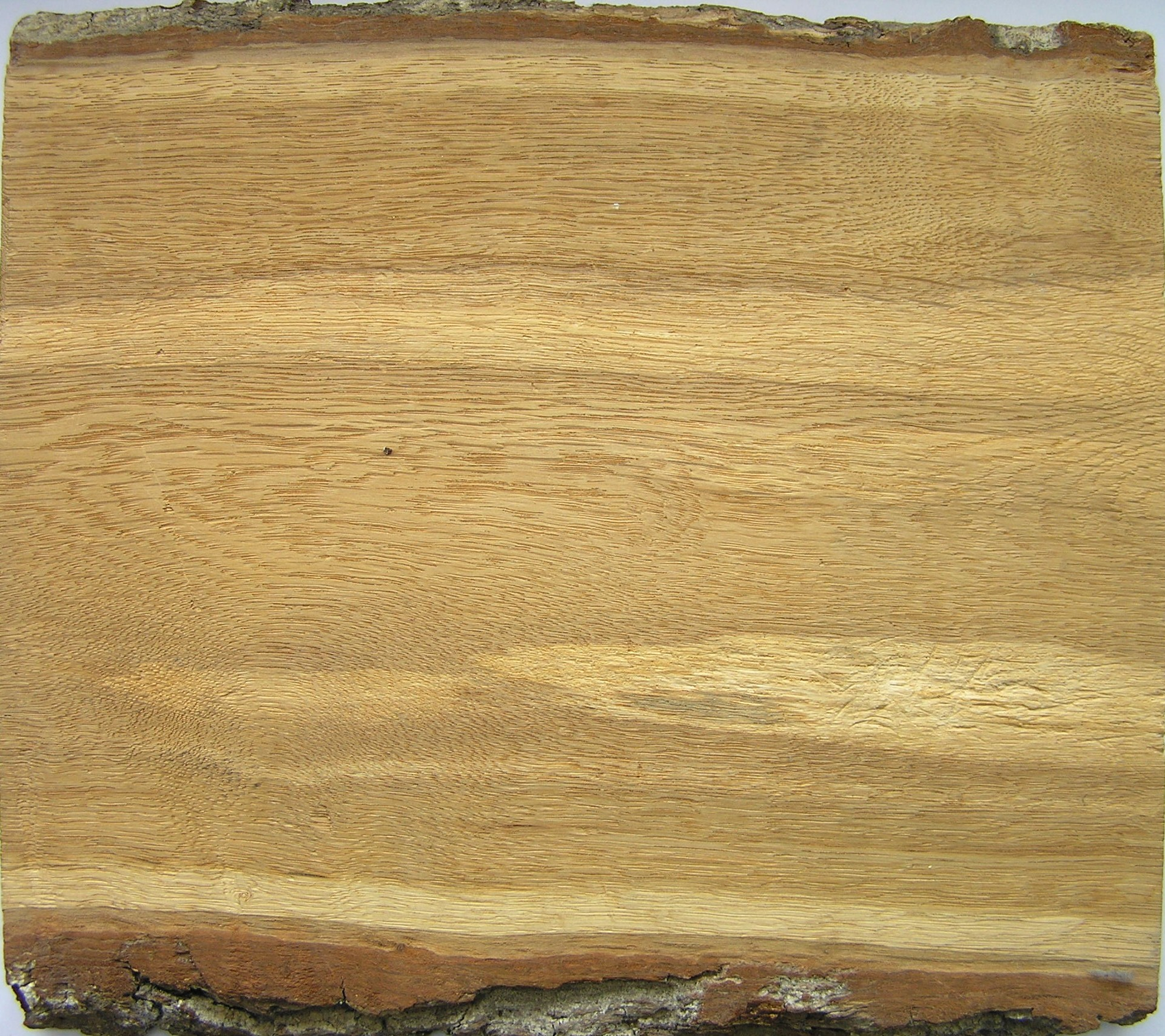
Внутрішня заболонь на поздовжньому розпилі дуба
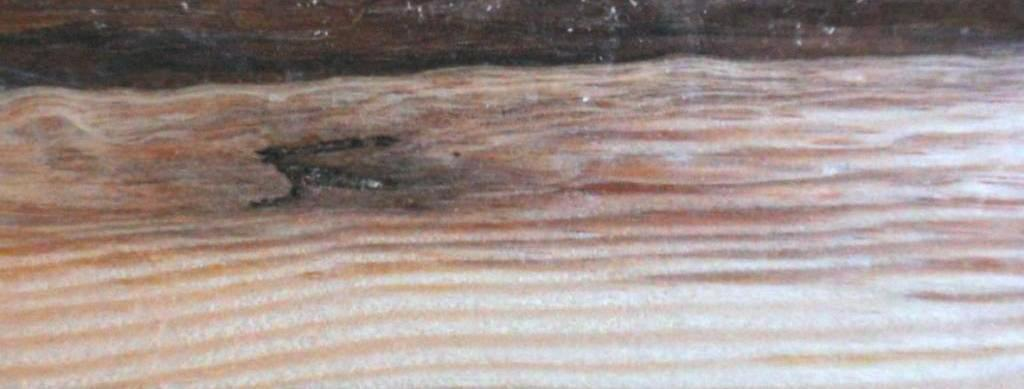
Засмолок
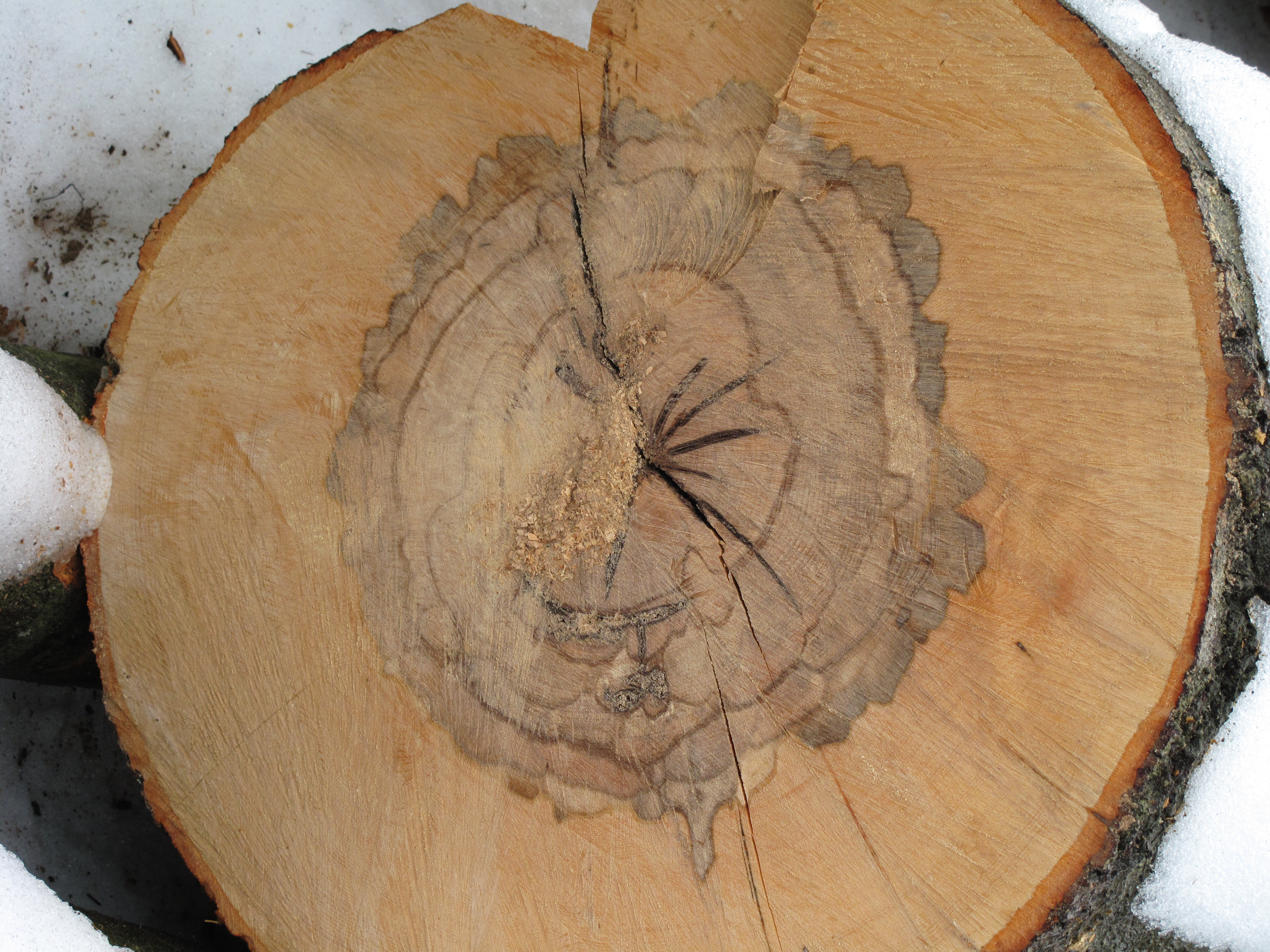
Зірчасте багатозональне несправжнє ядро
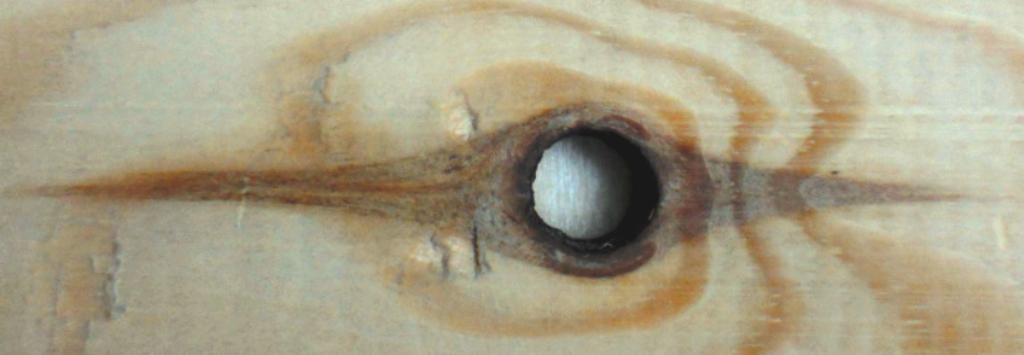
Радіальна плямистість-човник
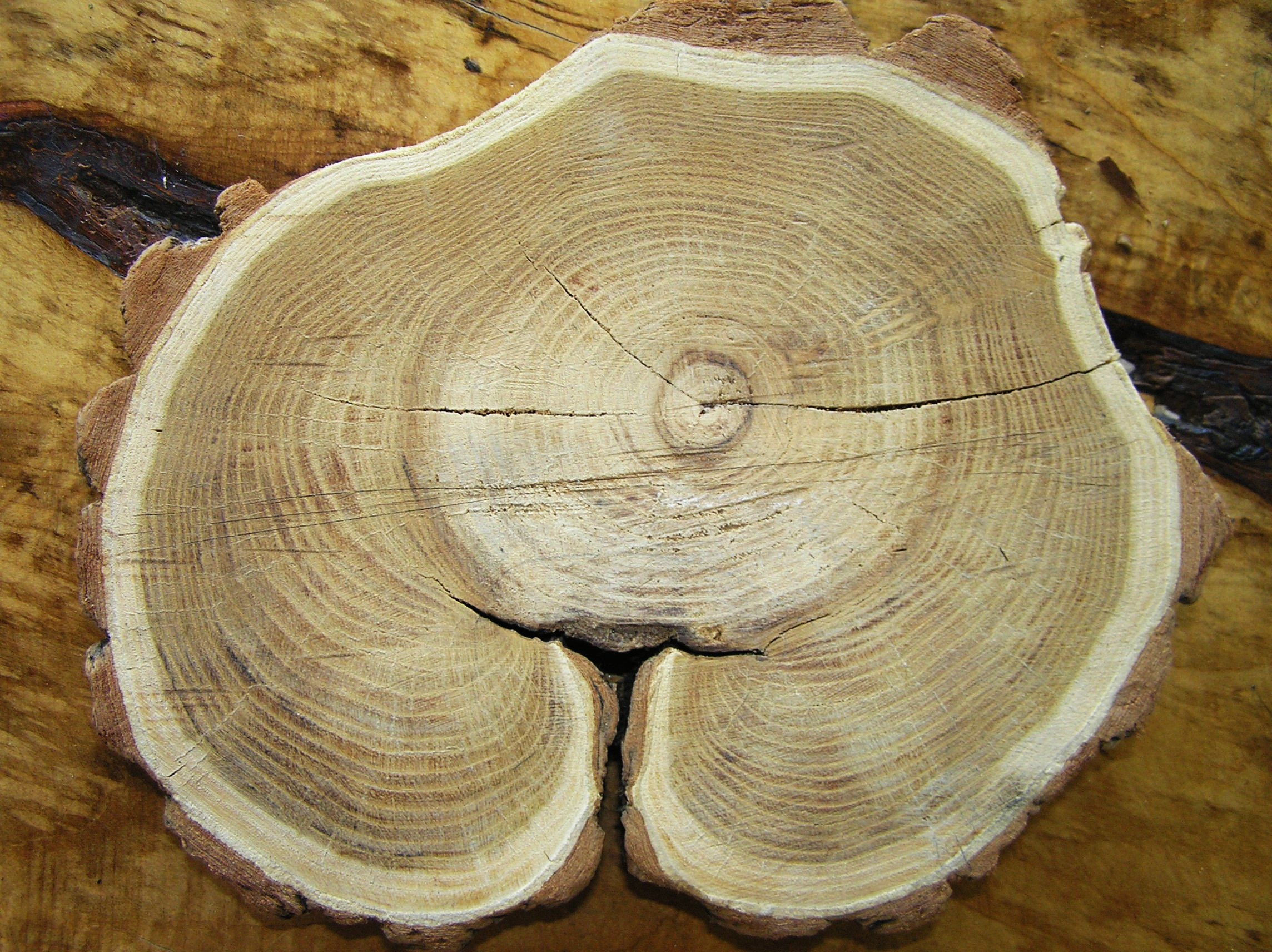
Відкрита прорість на торці пиломатеріалу
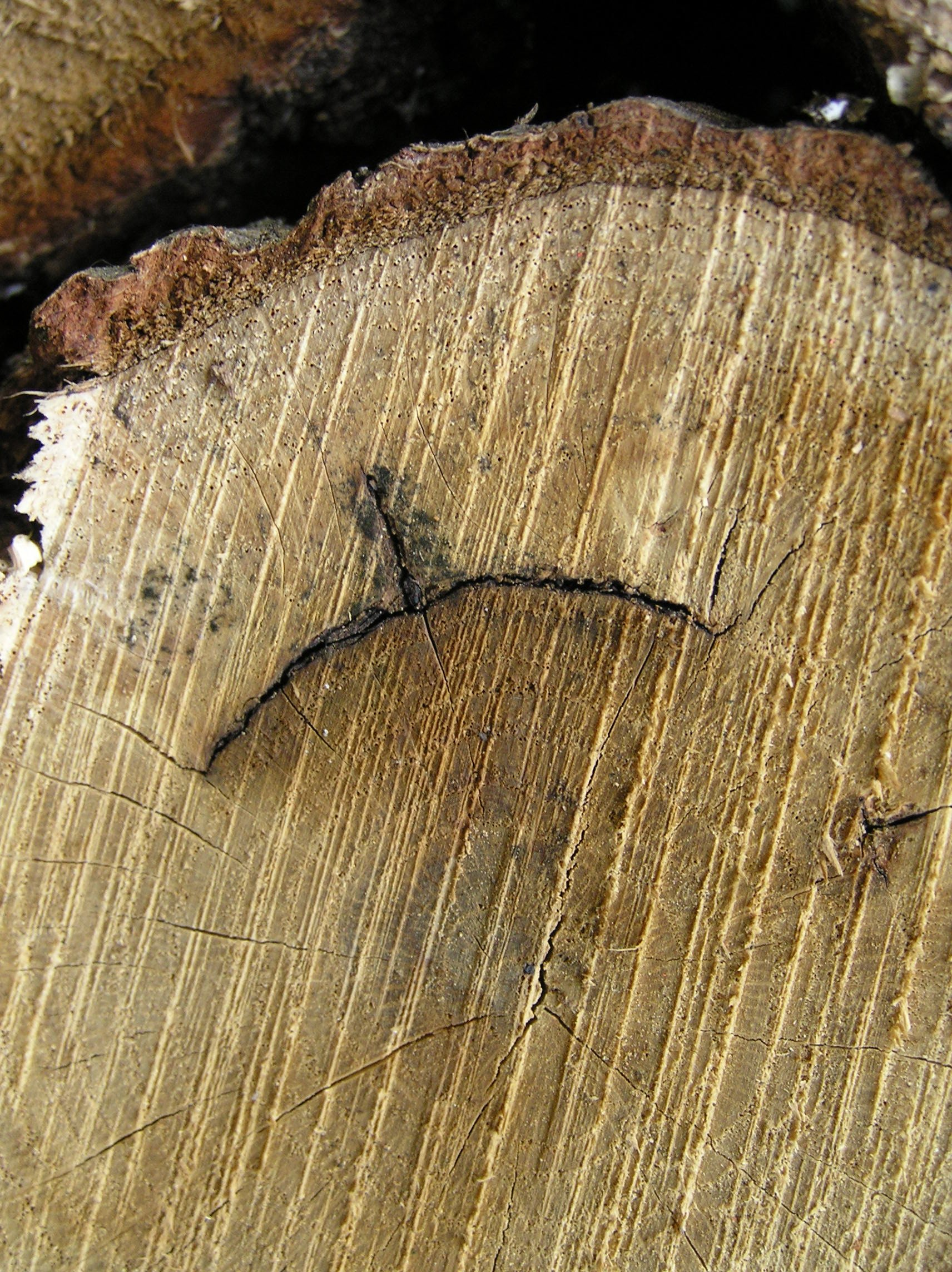
Закрита прорість
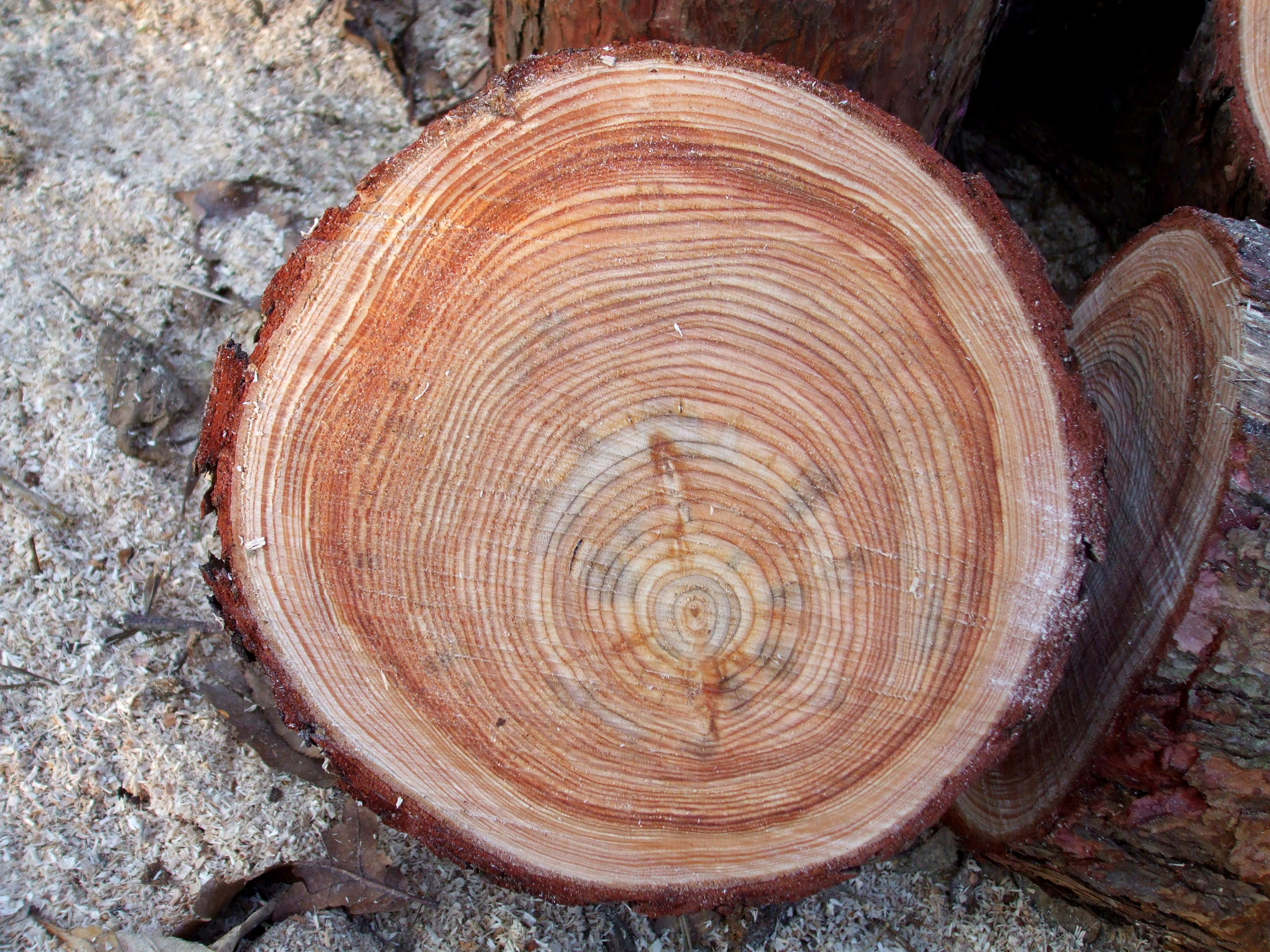
Зміщена серцевина
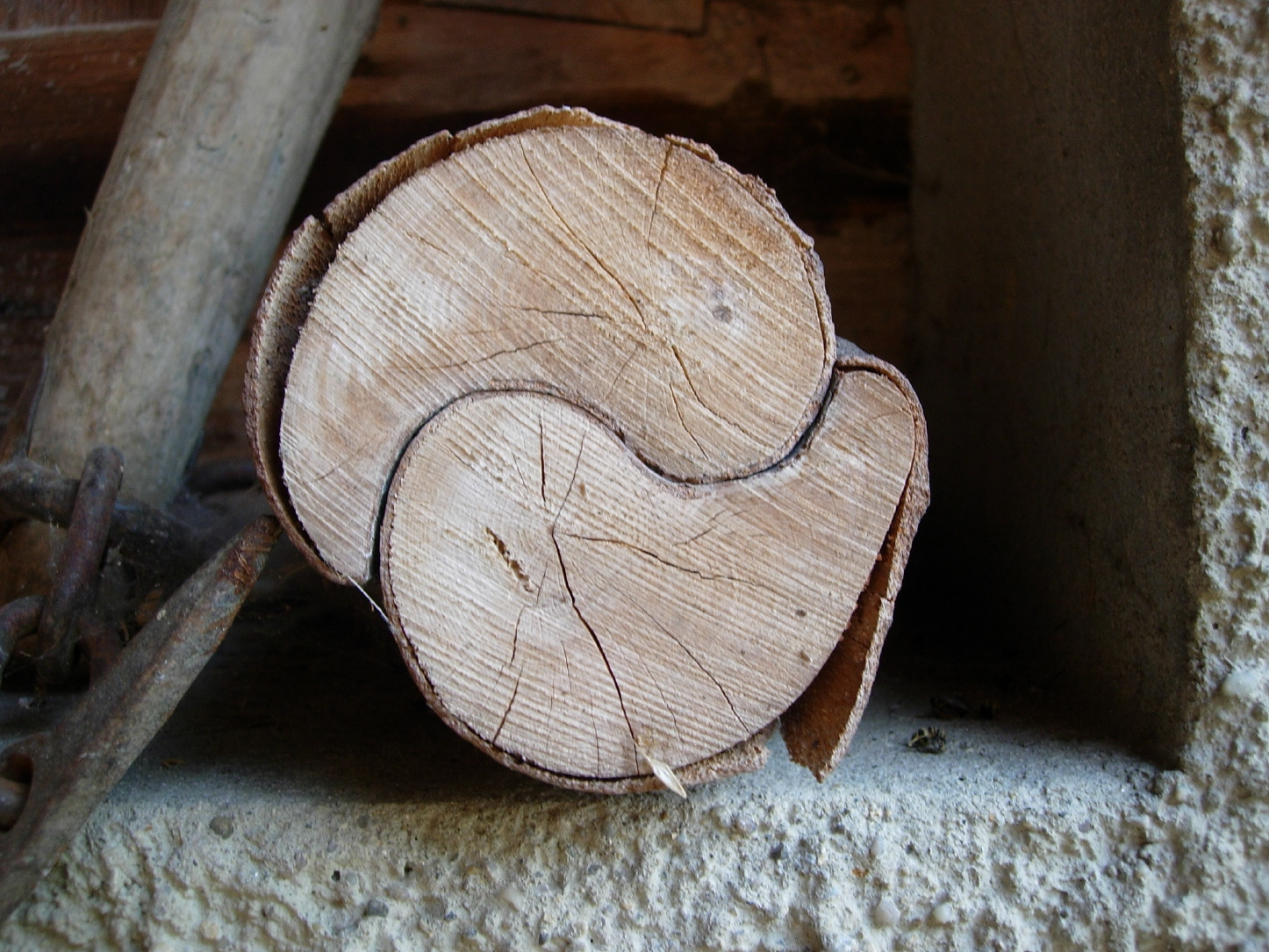
Подвійна серцевина на зрощених стовбурах
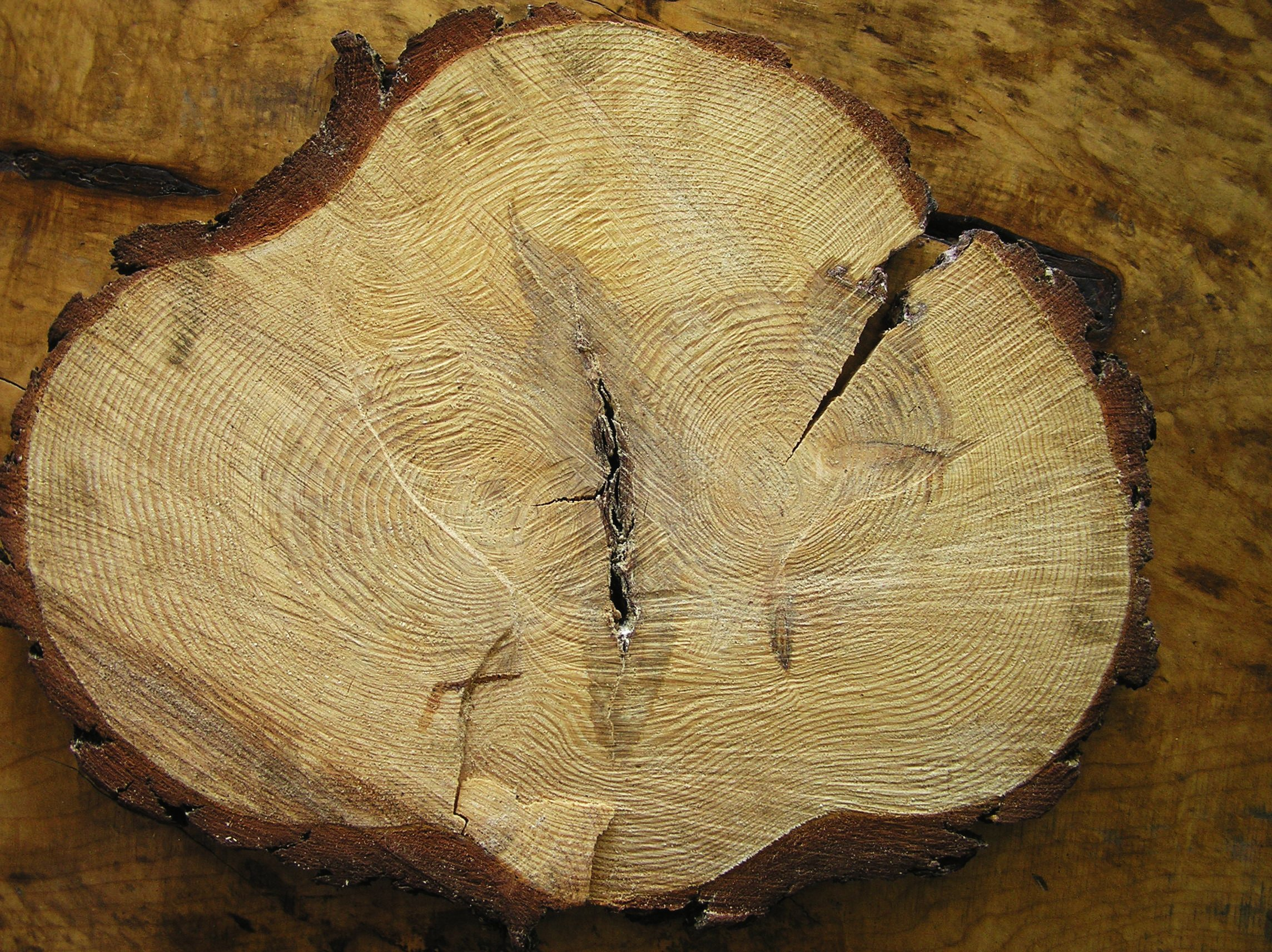
Подвійна серцевина, рийки на поверхні і прорість усередині

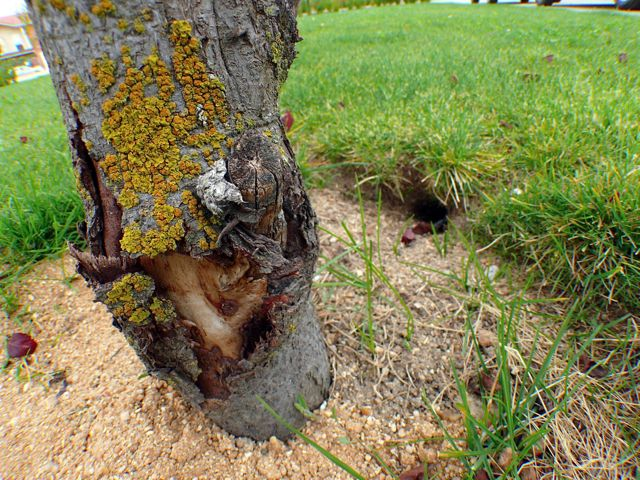
Відкритий рак
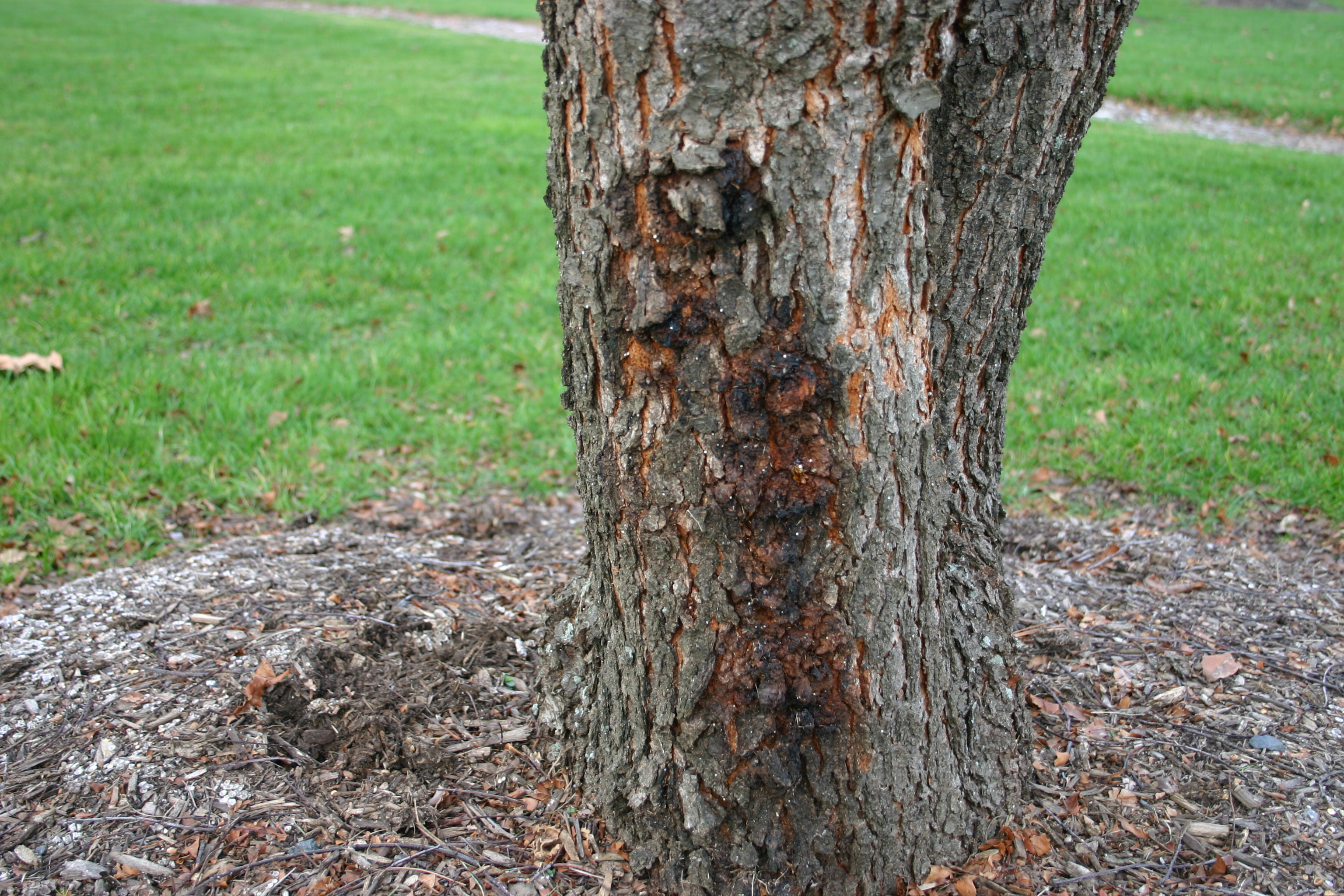
Закритий рак на стовбурі сливи
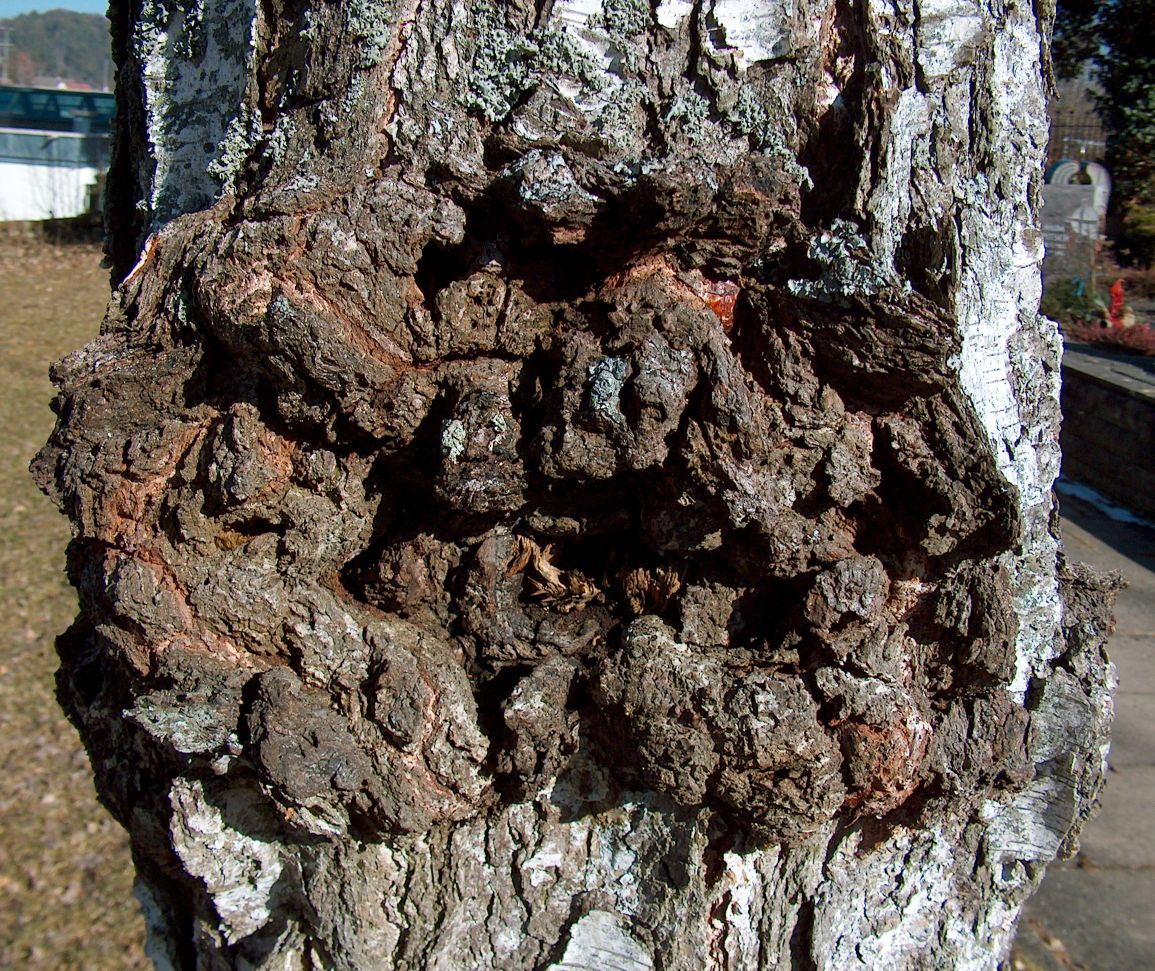
Закритий рак на березі
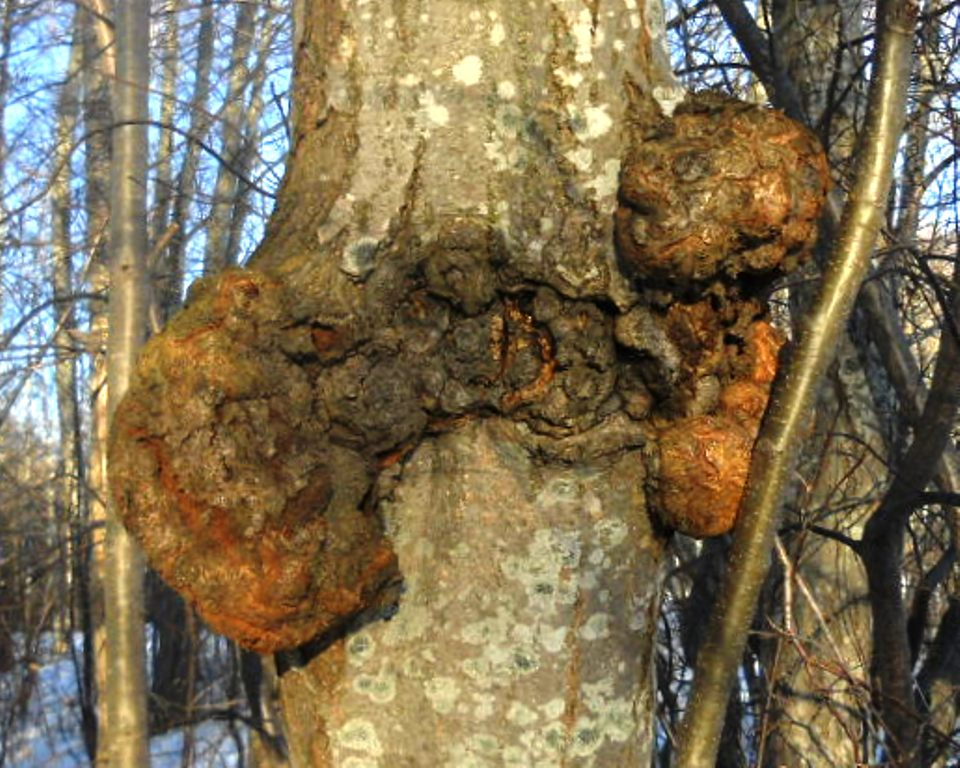
Закритий рак зі здуттям на стовбурі сірої вільхи

## Грибні ураження

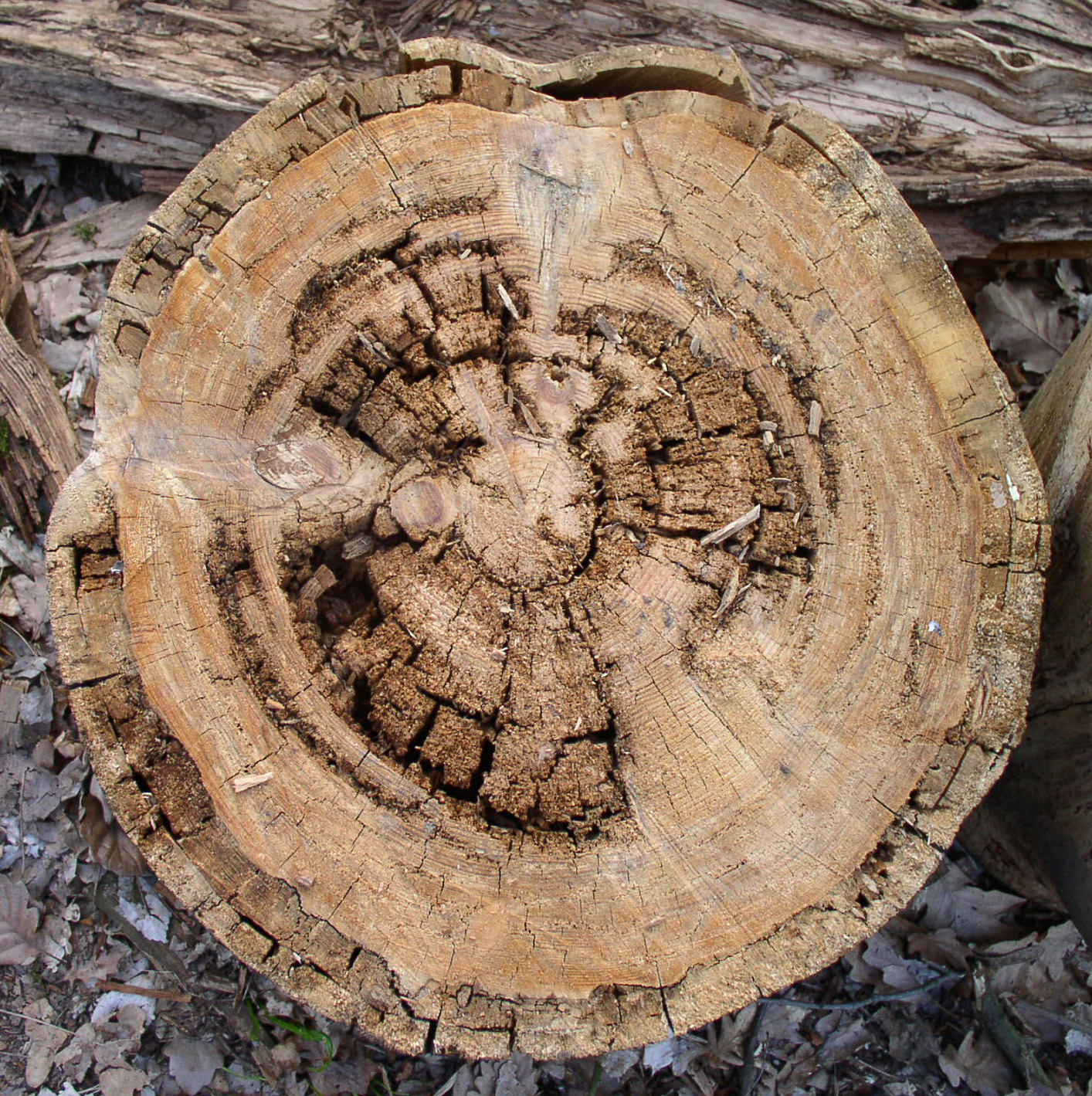
Бура гниль на розпилі

Грибні ураження деревини — явища різного характеру, що виникають в деревині за участю грибів.
- Грибні ядрові плями (смуги), в тому числі:
  - внутрішня червонина — ненормально забарвлені ділянки ядра, що виникають в зростаючому дереві, вони не зменшують твердість деревини і зберегли її структуру.
- Пліснява, цвіль — псує зовнішній вигляд, але не викликає руйнування деревини.
- Заболонні грибні забарвлення — ненормальні забарвлення заболоні без зниження твердості деревини, в тому числі:
  - синява — широко поширене сіре забарвлення синюватих або зеленуватих відтінків;
  - кольорові заболонні плями — жовтогаряче, жовте, рожеве (до світло-фіолетового) і коричневе забарвлення.
- Побуріння — виникає в зрубаній деревині за участю грибів або без них і викликає деяке зниження твердості деревини.
- Гниль — ненормальні за кольором ділянки деревини зі зниженням твердості:
  - строката ситова гниль — жовтуваті плями і смуги з комірчастою або волокнистою структурою;
  - бура тріщинувата гниль;
  - біла волокниста гниль — світлі ділянки ураженої деревини бувають обмежені від більш темних чорними лініями;
  - також за місцем виникнення і твердістю гниль може бути зовнішньою трухлявою, ядровою і заболонною: твердою і м'якою.
- Дупло — утворюється в результаті повного руйнування внутрішньої частини деревини.

Одним з процесів гниття деревини за участю штабельних грибів є задихання, чи прілість, при якому змінюють один одного кілька видів грибних уражень. Найбільш небезпечним збудником гнилі є справжній домовий гриб.

## Хімічні забарвлення
- Хімічне забарвлення — ненормально забарвлені ділянки в свіжорозпиляній або свіжозрубаній деревині, що змінили колір в результаті хімічних і дубильних процесів, здебільшого при окисненні дубильних речовин під час лісосплаву, рідше при вторинному зволоженні. Розташовані зазвичай у поверхневих шарах деревини (1-5 м), іноді глибше; при висиханні тією чи іншою мірою вицвітають. З'являються у багатьох листяних і хвойних порід деревини. Не змінюють фізико-хімічні властивості деревини, але погіршують її вигляд. У шпоні і фанері вимірюють відсоток ураження площі листа.

## Біологічні пошкодження
- Червоточина — ходи і отвори, зроблені в деревині комахами-ксилофагами таїх іми личинками, такими як жуки-короїди, жуки-вусачі, довгоносики, хатні жуки-точильники, деякі види мурах, метелики-деревоточці і скляниці, терміти, і таким же чином двостулковими молюсками з сімейства тередові і рачками з родів Limnoria і Sphaeroma з ряду рівноногих. Неглибока і глибока червоточини можуть знизити міцність деревини. Поразка червоточиною зазвичай тягне за собою появу заболонних грибних забарвлень, побуріння і заболонної гнилі. Наявність живих личинок говорить про тривання розвитку червоточин; в окорених матеріалах він швидко зупиняється, а в неокорених може тривати до дозрівання личинок. У сухій деревині поселяються інші види комах-шкідників. Обчислюється червоточина кількістю на 1 погонний метр матеріалу, а у фанері — на 1 лист. Червоточини розрізняються за глибиною:
  - поверхнева — не глибше 3 мм (ходи, виконані короїдами). Не впливає на міцність деревини;
  - неглибока — проникає в круглі лісоматеріали не глибше ніж 15 мм, а в пиломатеріали — 5 мм;
  - глибока — розрізняється за діаметром на:
    - дрібну — не більше 3 мм, і
    - велику;

  - виділяється також наскрізна червоточина.
- Пошкодження деревини паразитними рослинами — отвори в деревині, що виникають в результаті життєдіяльності паразитичних рослин, наприклад, омели, ремнецвітника. Розрізняється за глибиною.
- Пошкодження птахами — порожнина в круглих лісоматеріалах, що виникає в результаті життєдіяльності птахів, наприклад, дятла.

## Пожолобленості
- Пожолобленість — зміна форми сортименту при випилюванні, сушінні або зберіганні.
  - Поздовжня пожолобленість по пласті — дошка згинається в бік пласті. За складністю різниться як:
    - проста пожолобленість — поздовжня пожолобленість по пласті, що характеризується тільки одним вигином;
    - складна пожолобленість — поздовжня пожолобленість по пласті, що характеризується декількома вигинами.

  - Поздовжня пожолобленість по крайці — дошка загинається в бік крайки.
  - Поперечна пожолобленість — зміна форми поперечного перерізу матеріалу, наприклад, сортимент стає жолобуватим або набуває ромбічного перерізу. У серцевинного сортименту краї стають тонше середини.
  - Крилуватість, чи гвинтова пожолобленість — спіральна пожолобленість по довжині.